# Musées de Bâle

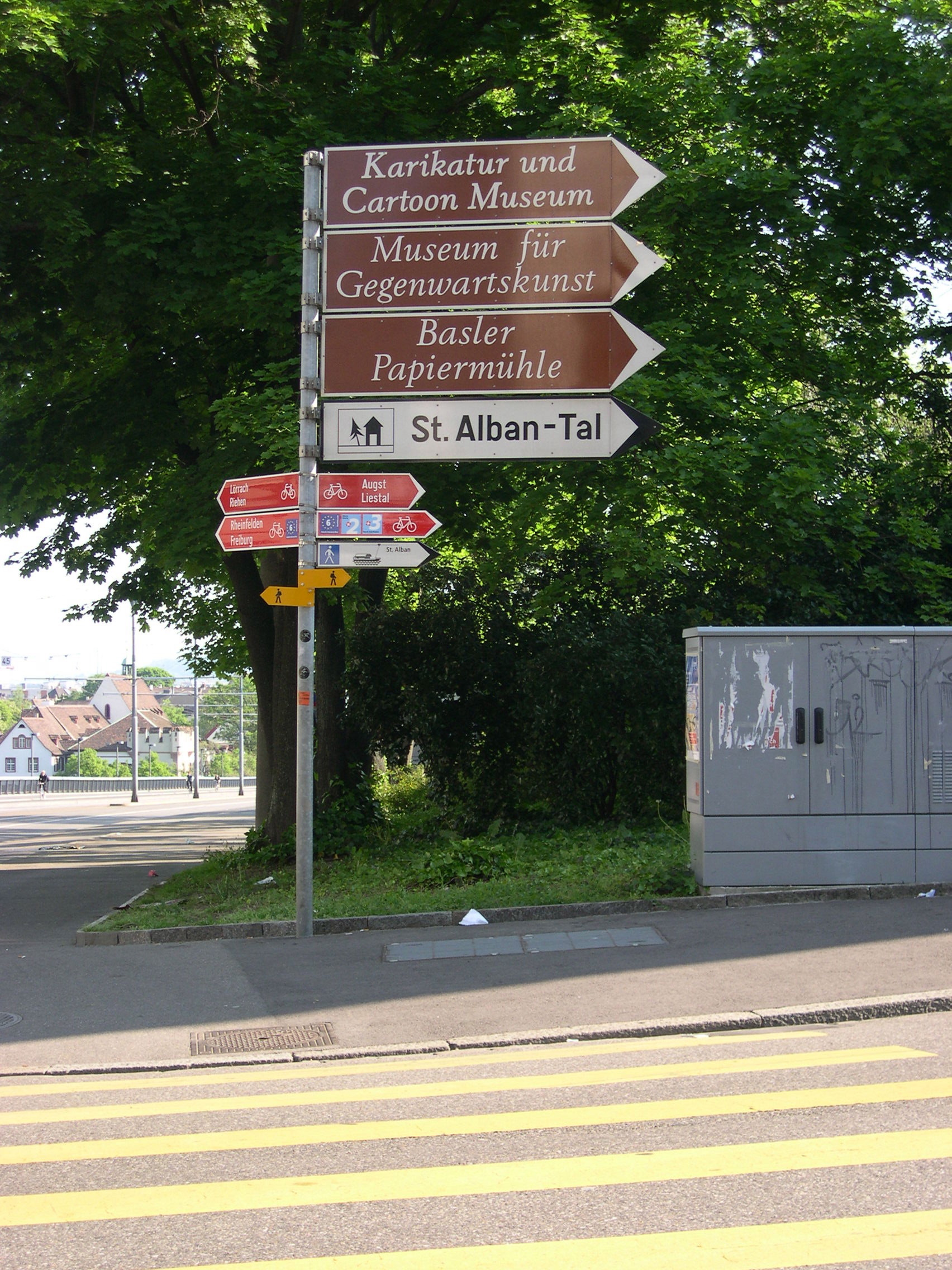
Panneaux indiquant les musées à Bâle

Les musées de Bâle sont un ensemble de musées regroupés dans la ville de Bâle et sa proche région. Ils couvrent une vaste palette de collections principalement consacrées aux beaux-arts. Les collections abritent de nombreuses œuvres d’importance internationale. Avec au moins trois douzaines d’établissements, collections culturelles des villages périphériques non incluses, la densité de musées est particulièrement élevée comparée à celle de régions urbaines de taille similaire. Quelque un million et demi de visiteurs affluent chaque année.
Les musées, qui constituent un pilier fondamental de l’identité et de la politique culturelles bâloise, reposent sur une activité de collecte à la fois privée et étatique depuis le XVIe siècle et une politique de promotion de la culture. Les musées nationaux du canton de Bâle-Ville ont vu le jour en 1661, date à laquelle la ville et l’université de Bâle rachètent le cabinet privé Amerbach. Ils constituent donc la plus ancienne collection permanente d'une collectivité publique et civile. Depuis les années 1980, plusieurs collections ont été rendues accessibles dans des nouveaux musées dont l’architecture avant-gardiste a fait leur notoriété.

## Le paysage muséal
Les collections des musées de Bâle se concentrent essentiellement sur les beaux-arts – peinture, dessin et sculptures plastiques. Plus d’une douzaine de musées couvrent un spectre allant de l’Antiquité à l’art contemporain, présentant aussi bien des œuvres historiques et reconnues que les pionniers de l’art moderne. Ce sont notamment ces derniers qui sont présentés depuis deux décennies dans les nouveaux musées. Les artistes locaux et régionaux sont également présents, toutefois les grands musées préfèrent opter pour une orientation et un rayonnement internationaux, sachant néanmoins que, contrairement à de nombreux musées d’Europe centrale, ils bénéficient d’une longue tradition de collecte épargnée par les guerres du XXe siècle et des liens solides que Bâle entretient traditionnellement avec le marché des collectionneurs et des marchands d’art – par exemple grâce à Art Basel.

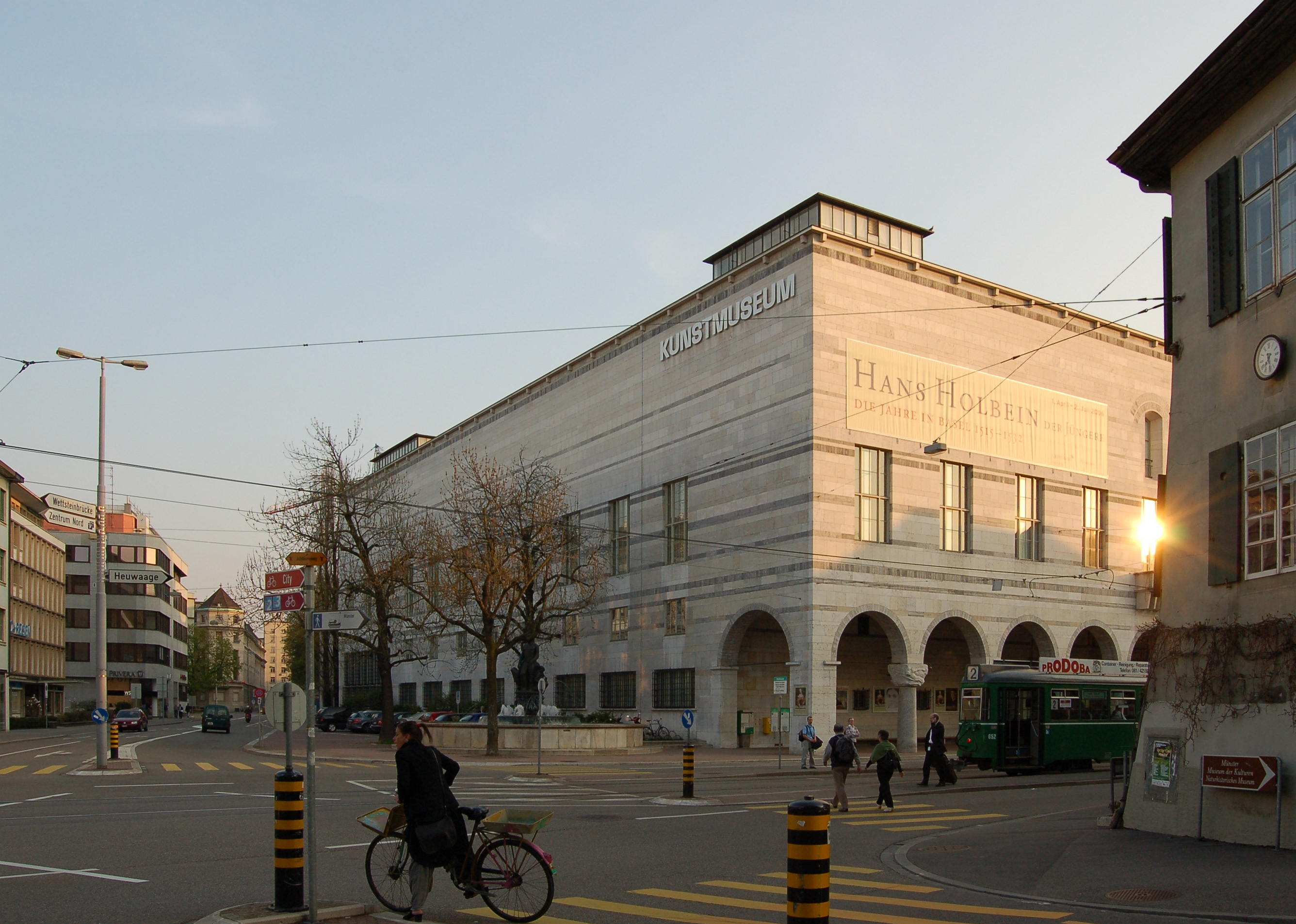
Le Kunstmuseum, peintures et dessins d’artistes du Rhin supérieur du XIVe au XVIe siècle, art des XIXe et XXe siècles
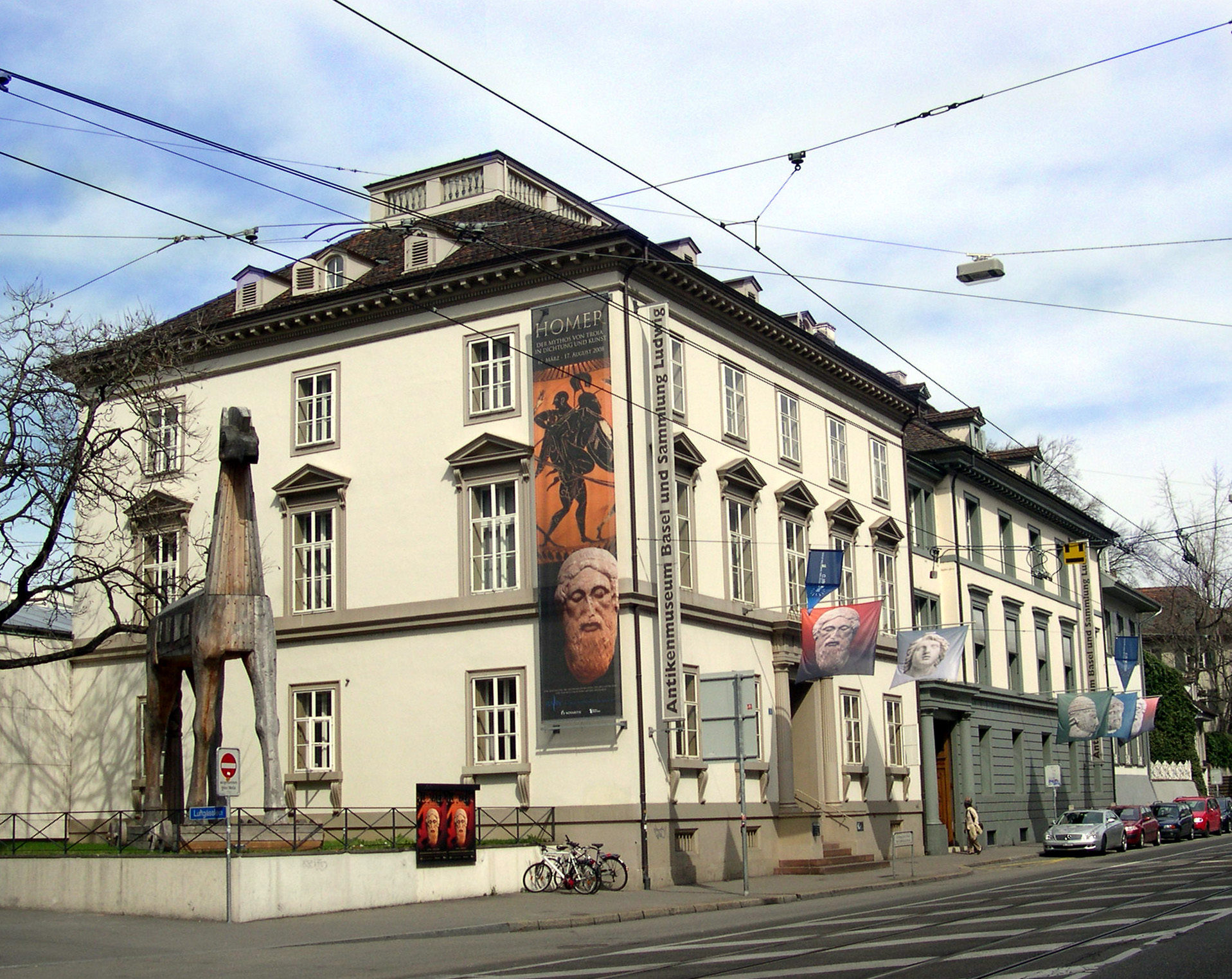
Musée des antiquités et collection Ludwig ; art antique et culture du bassin méditerranéen
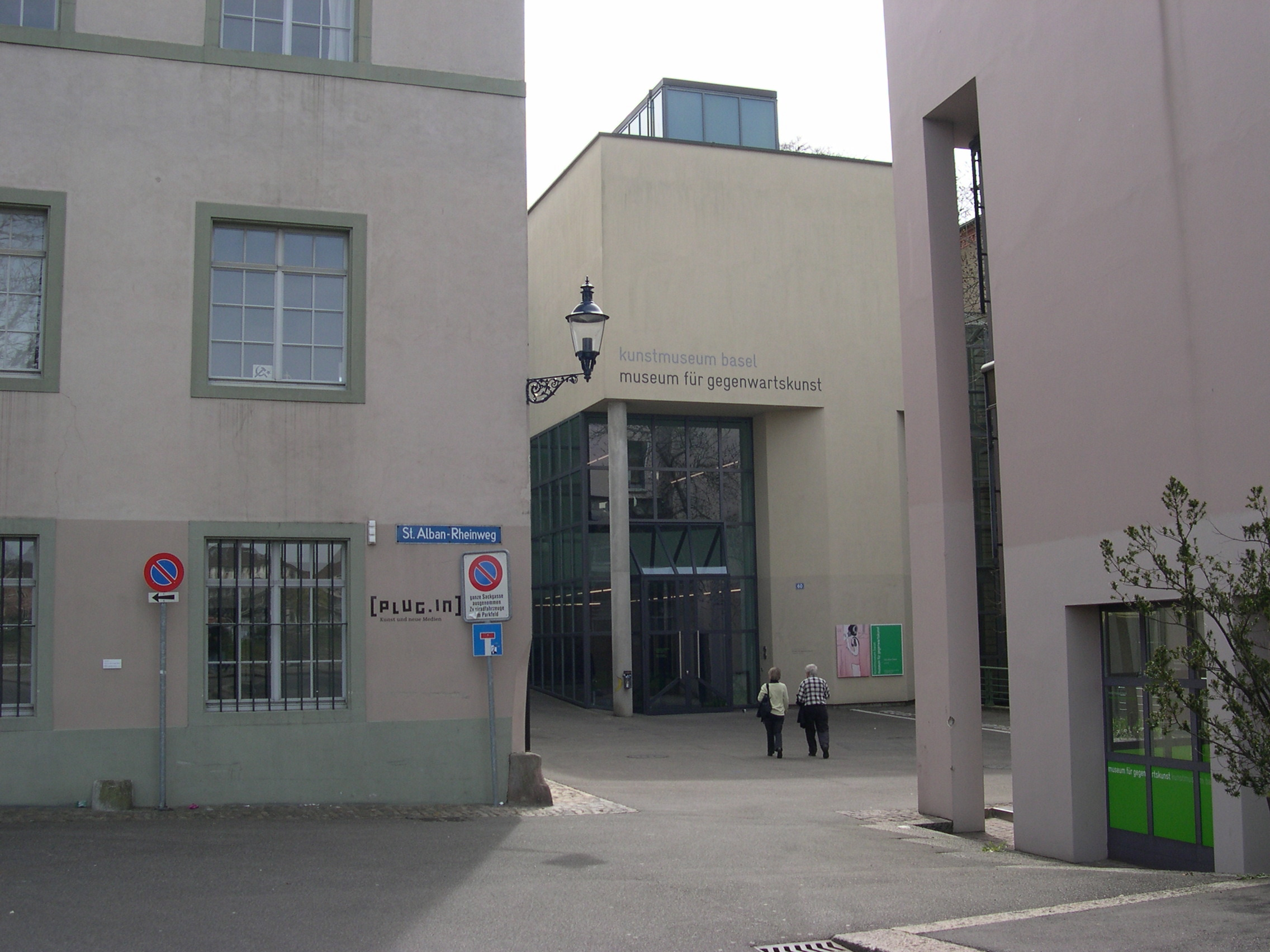
Musée d'art contemporain (Bâle); [plug.in]; art contemporain et avant-gardiste des années 1960 à aujourd’hui
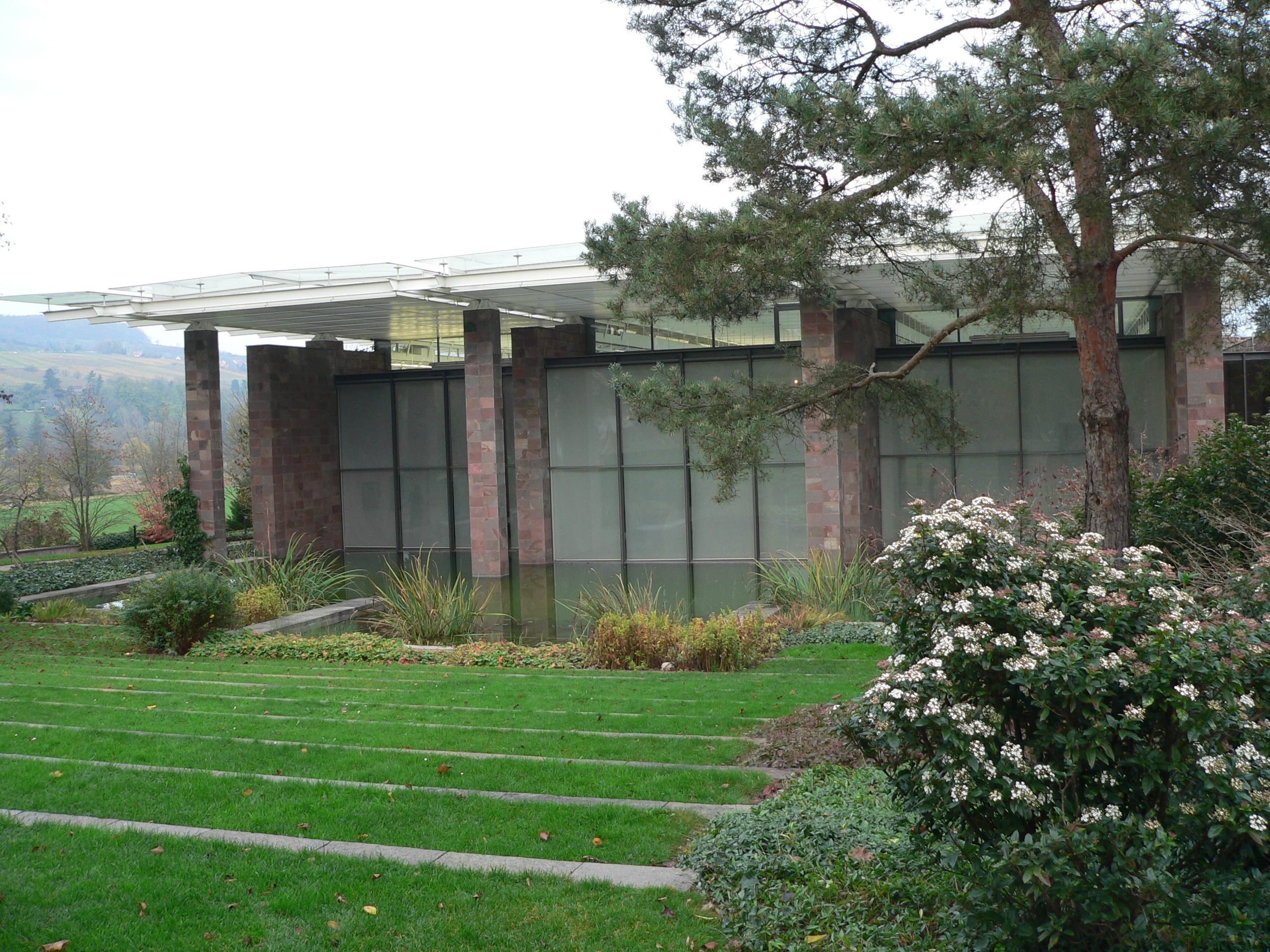
Fondation Beyeler; les modernes classiques du XXe siècle

De nombreux musées s’intéressent de près aux thèmes ayant trait à l’ethnologie et l’histoire des cultures, mais aussi aux technologies et aux sciences naturelles. Traditionnellement, les musées poursuivent leur mission scientifique de collecteurs, conservateurs et exposants. Mais ils s’impliquent également dans la recherche et la formation ou considèrent du moins que cela représente une facette de leur travail. Comme partout, l’image traditionnelle du musée a disparu depuis les années 1960. Outre les nouvelles formes de contacts avec le public (pédagogie et didactique au musée), des formes institutionnelles mixtes sont également apparues pour jouer un rôle actif en politique sociale, l’exploitation du musée étant considérée comme une facette parmi d’autres dans le fonctionnement global d’une entreprise culturelle, même si elle en est l’une des principales.

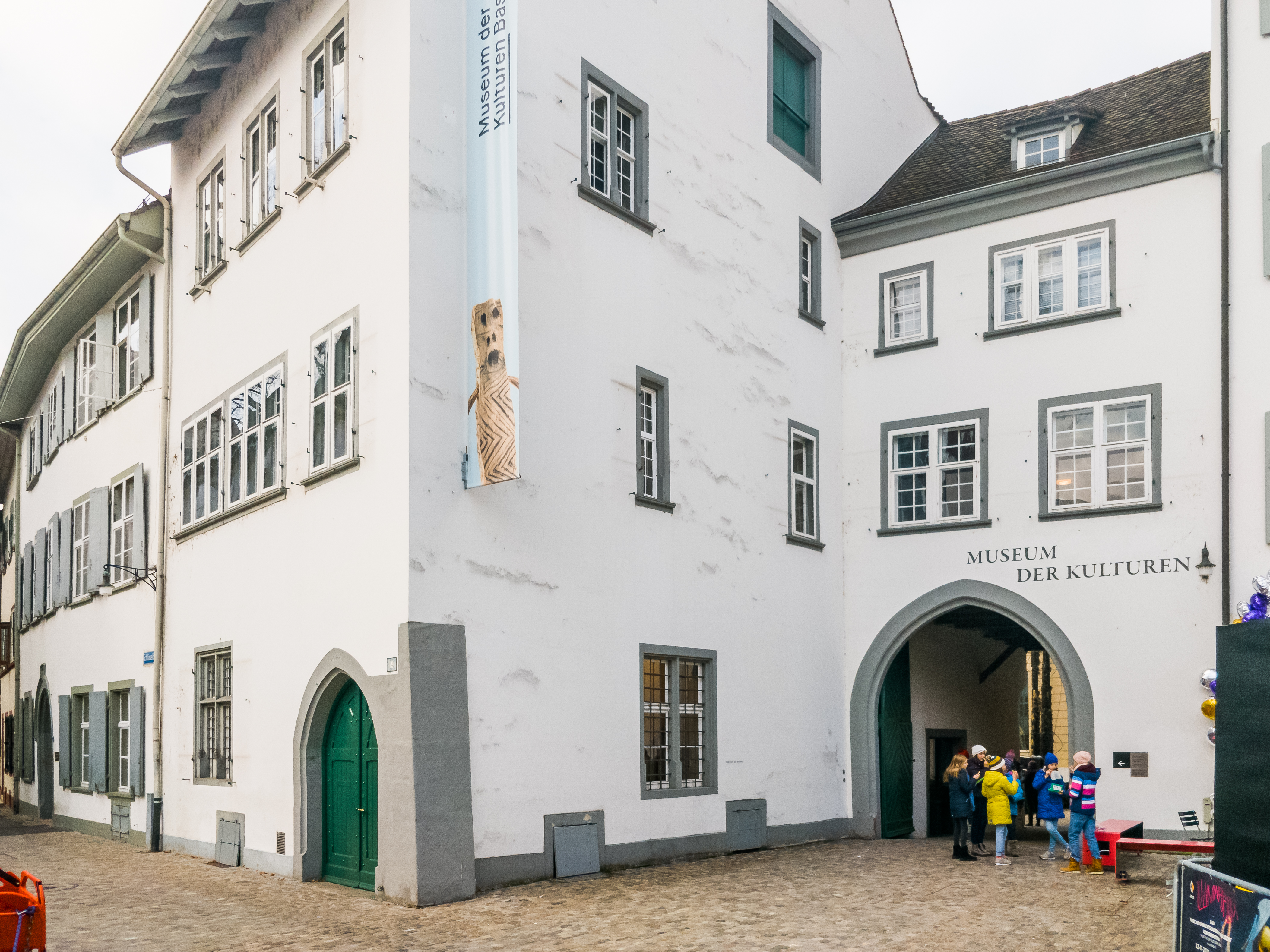
Musée des cultures de Bâle ; ethnologie européenne et mondiale (Tibet, Bali, Océanie, Amérique précolombienne)
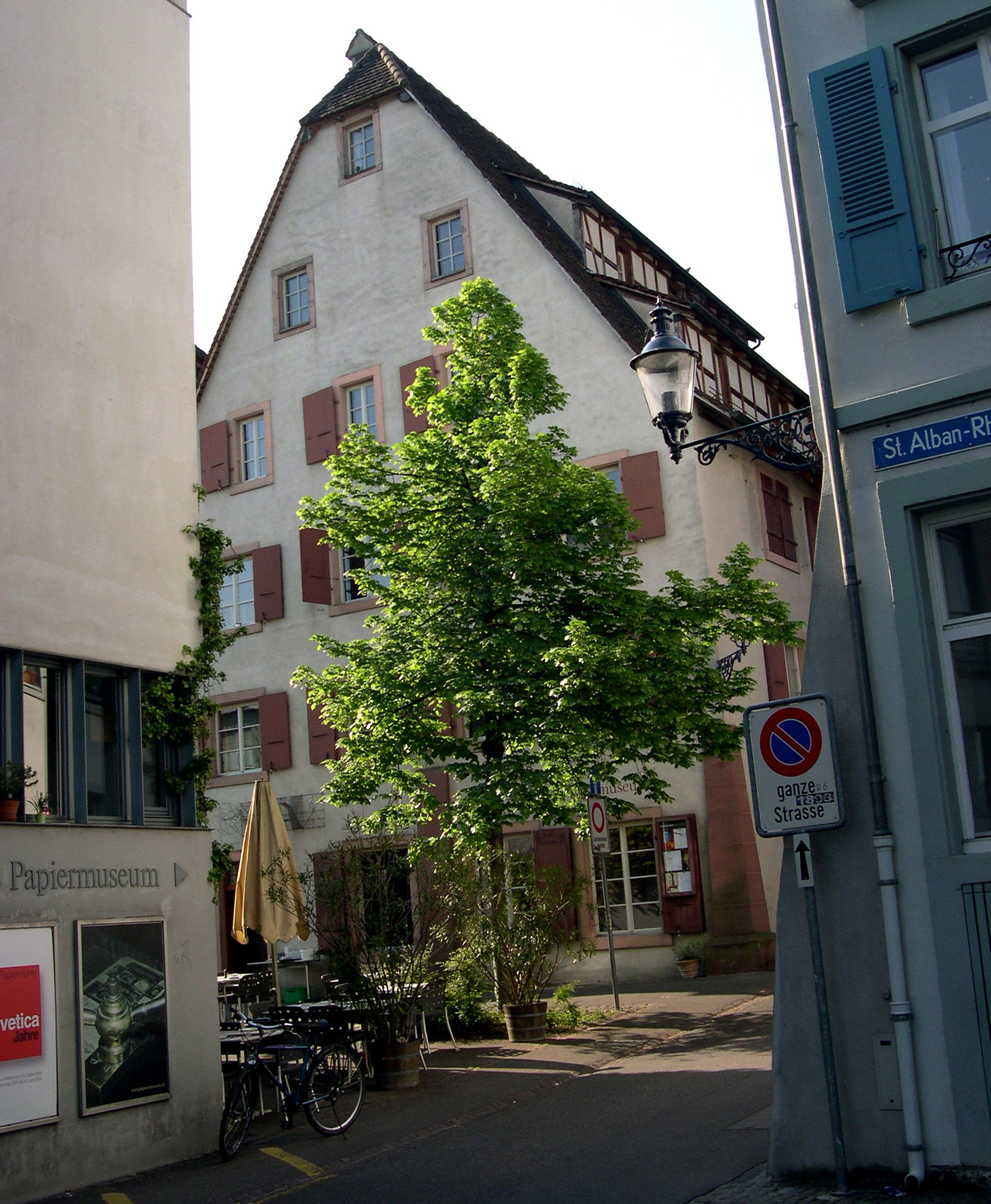
Musée suisse du papier – moulin à papier de Bâle ; production de papier et culture de l’écriture
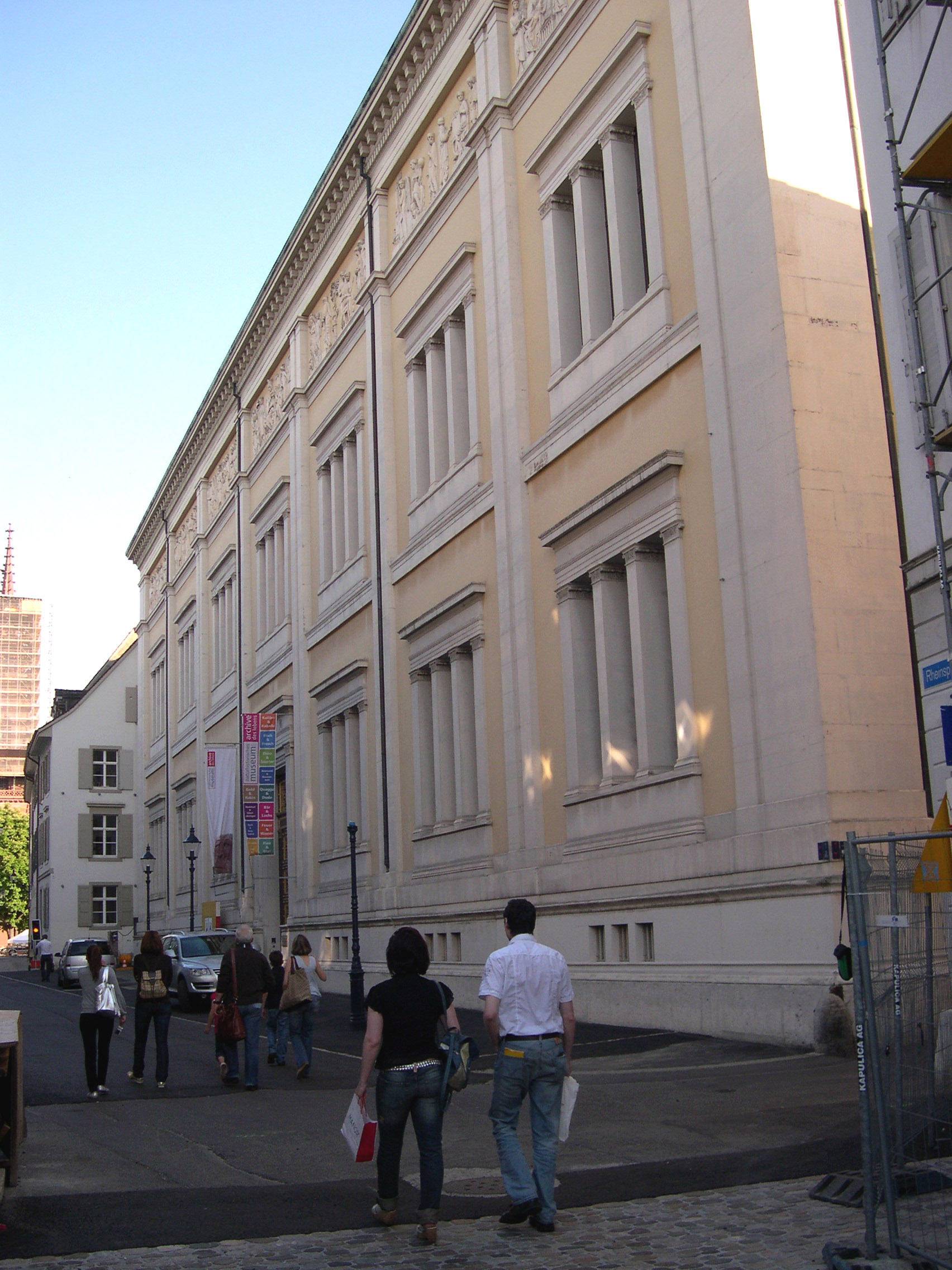
Musée d’histoire naturelle de Bâle ; zoologie, entomologie, minéralogie, anthropologie, ostéologie et paléontologie
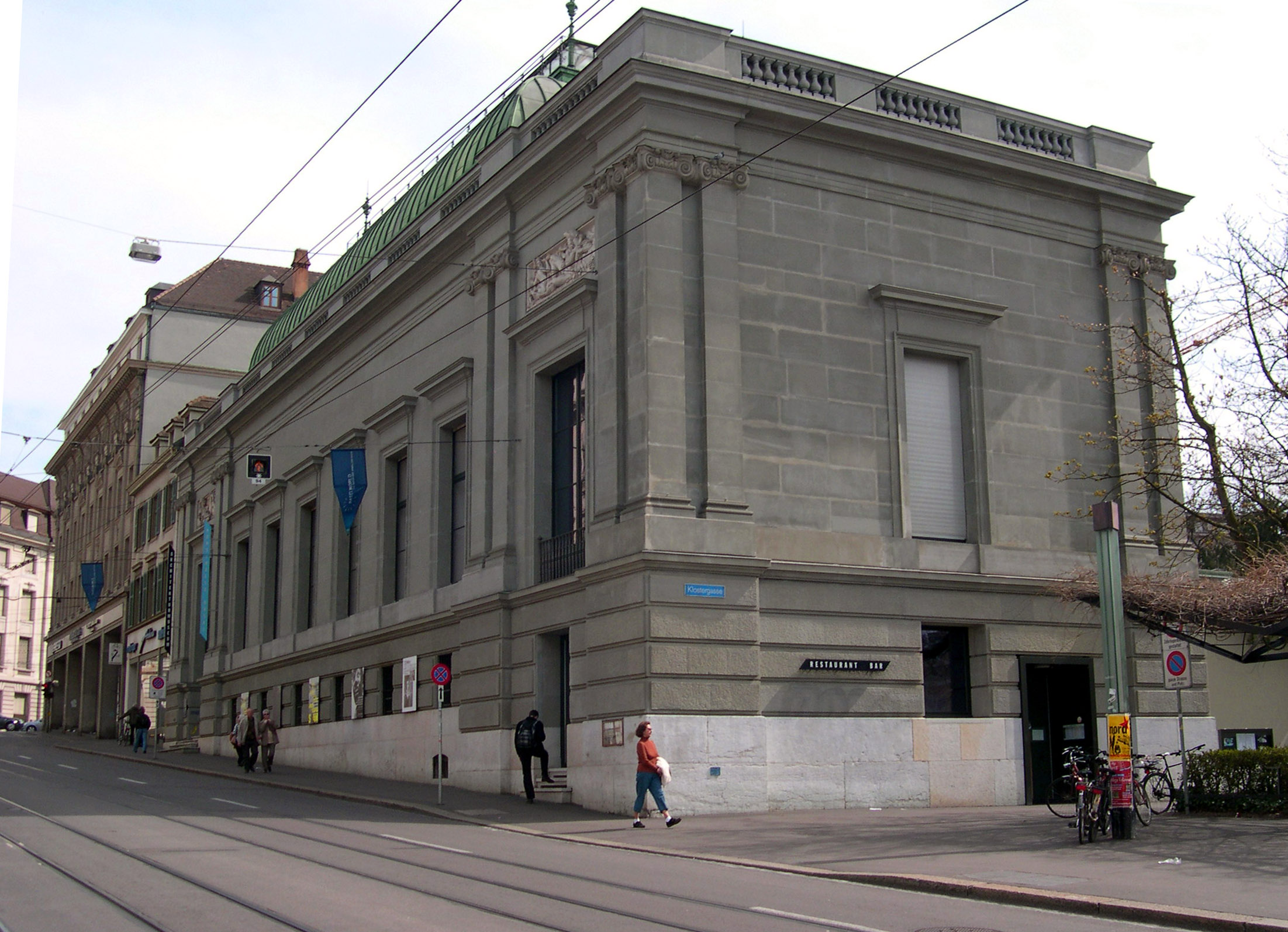
S AM Musée suisse de l’architecture, Kunsthalle Bâle ; architecture internationale et urbanisme contemporain

La situation frontalière de la ville dans le district des trois frontières et la superficie restreinte de la région de Bâle implique tout naturellement que si la plupart des musées bâlois se trouvent dans la ville de Bâle, donc dans le canton de Bâle-Ville, certains sont néanmoins situés dans le canton de Bâle-Campagne. On peut également inclure dans la liste des musées bâlois ceux de l’agglomération bâloise, c’est-à-dire ceux des villes voisines Lörrach, Saint-Louis et Weil am Rhein, qui, comme dans le cas du Vitra Design Museum de Weil, font partie de la Nuit des Musées organisée chaque année à Bâle. La situation particulière de cette région où se jouxtent unités administratives communales, régionales et cantonales, ainsi qu’une agglomération fragmentée rend impossible le chiffrage exact des musées bâlois, sachant néanmoins qu’à l’intérieur d’un périmètre restreint, les collections d’au moins trois douzaines d’établissements sont accessibles au public. Depuis 1999, les musées de Bâle font partie du « Pass Musées du Rhin supérieur », passeport culturel trinational (Allemagne/France/Suisse) dépassant largement les frontières de la région et valable de Strasbourg à Mannheim.

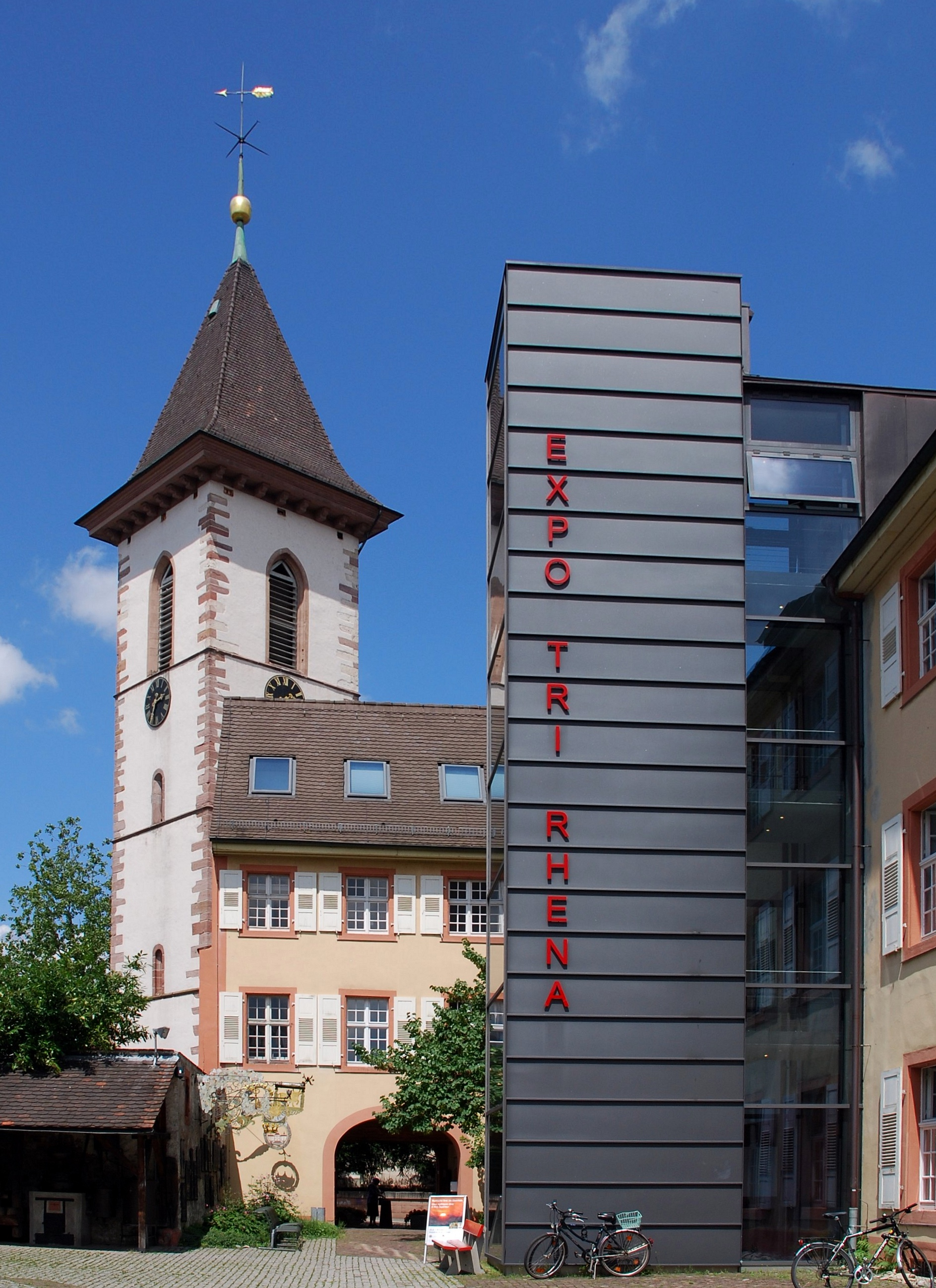
Musée Burghof à Lörrach; histoire et présent de la région trinationale
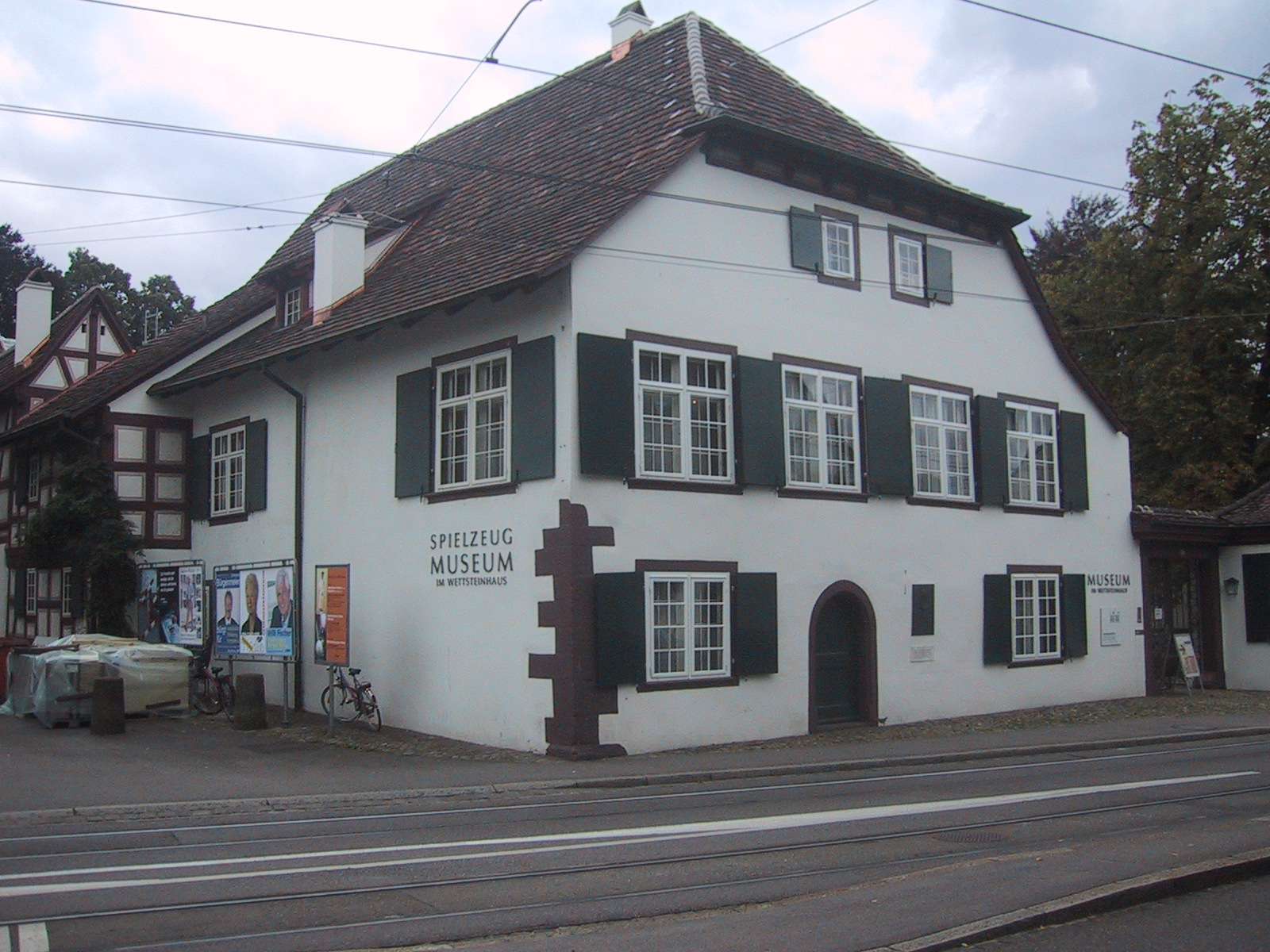
Musée des jouets, de la vigne et du vieux Riehen; jouets, histoire du village et viticulture
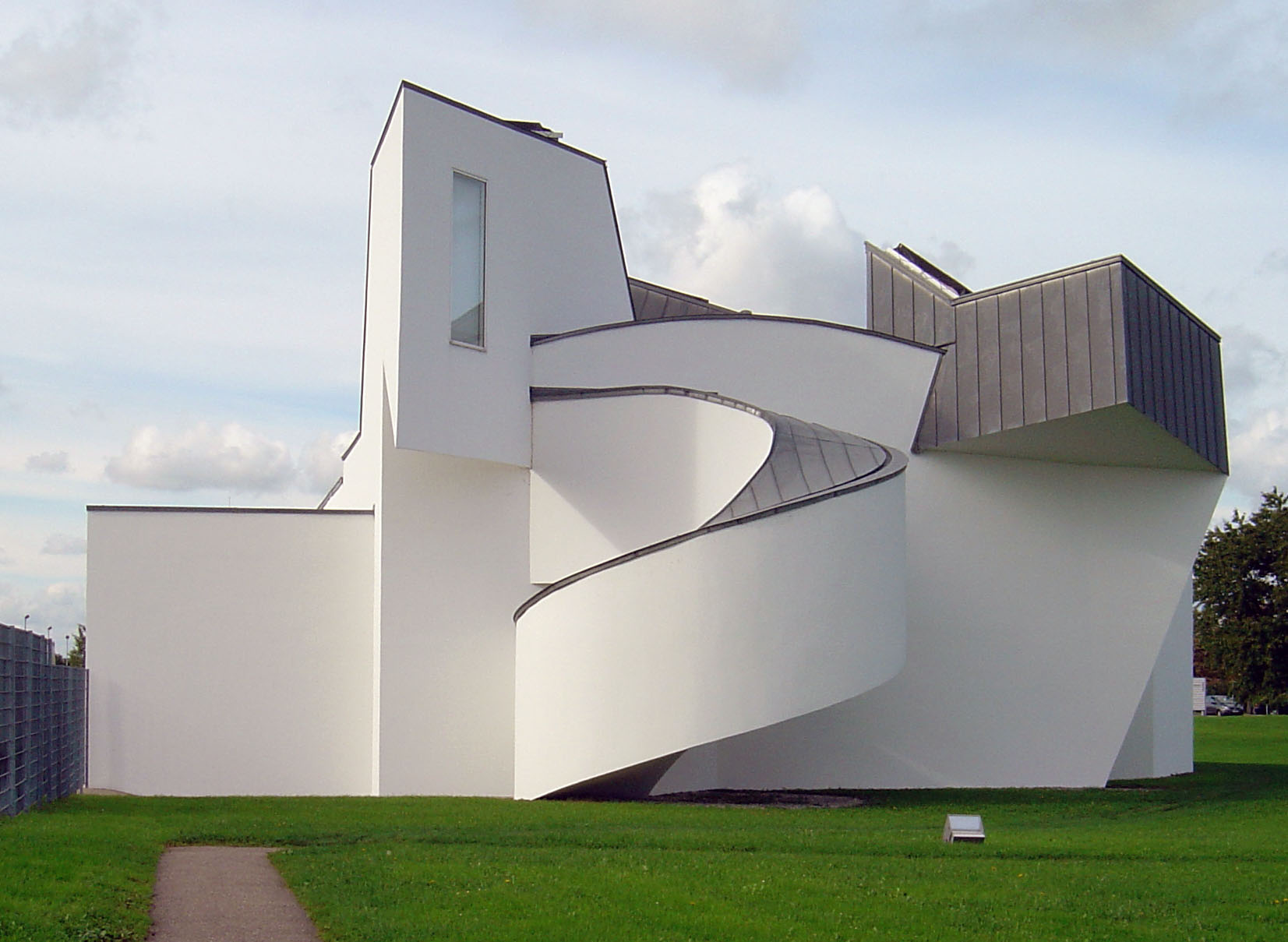
VVitra Design Museum à Weil am Rhein; design de mobilier et architecture
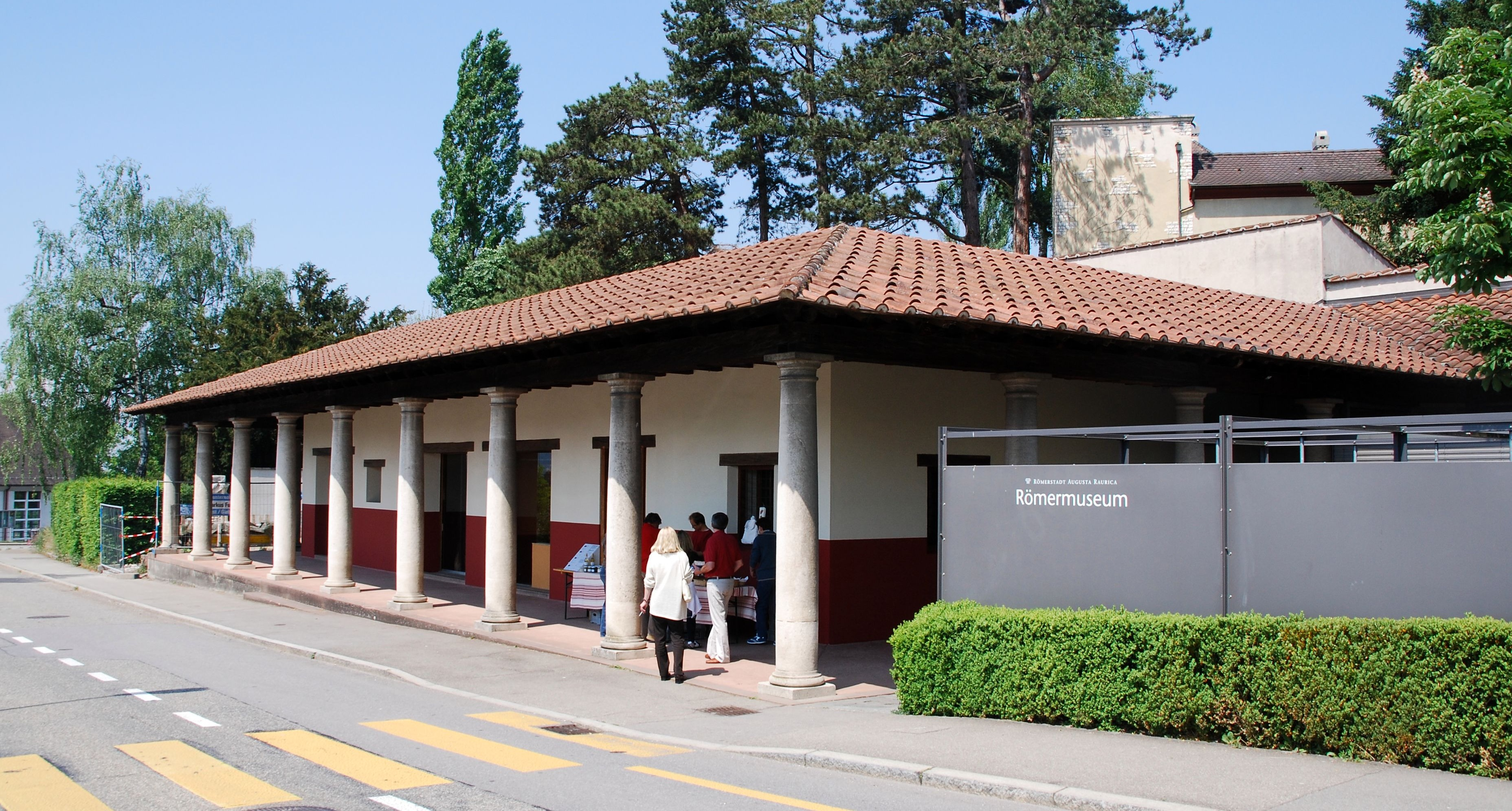
Maison romaine à Augusta Raurica; fouilles romaines et parc archéologique

Avec l’influence croissante de l’esthétique dans notre cadre de vie depuis les années 1980, le musée accorde une attention particulière à son architecture. Le langage formel postmoderne et déconstructiviste s’est taillé une place de choix dans l’architecture des bâtiments d’exposition. À Bâle et dans ses environs, des architectes reconnus au niveau national et international (Renzo Piano, Zaha Hadid, Frank Gehry, Wilfried et Katharina Steib, Herzog & de Meuron, Mario Botta) ont rénové, construit et agrandi des bâtiments dont l’architecture jouit d’une réputation avant-gardiste. À côté de cela, le patrimoine bâti de certains musées est ancien, voire très ancien, car il s’agit de bâtiments d’habitation ou commerciaux, de monastères ou d’églises transformés en locaux d’exposition.

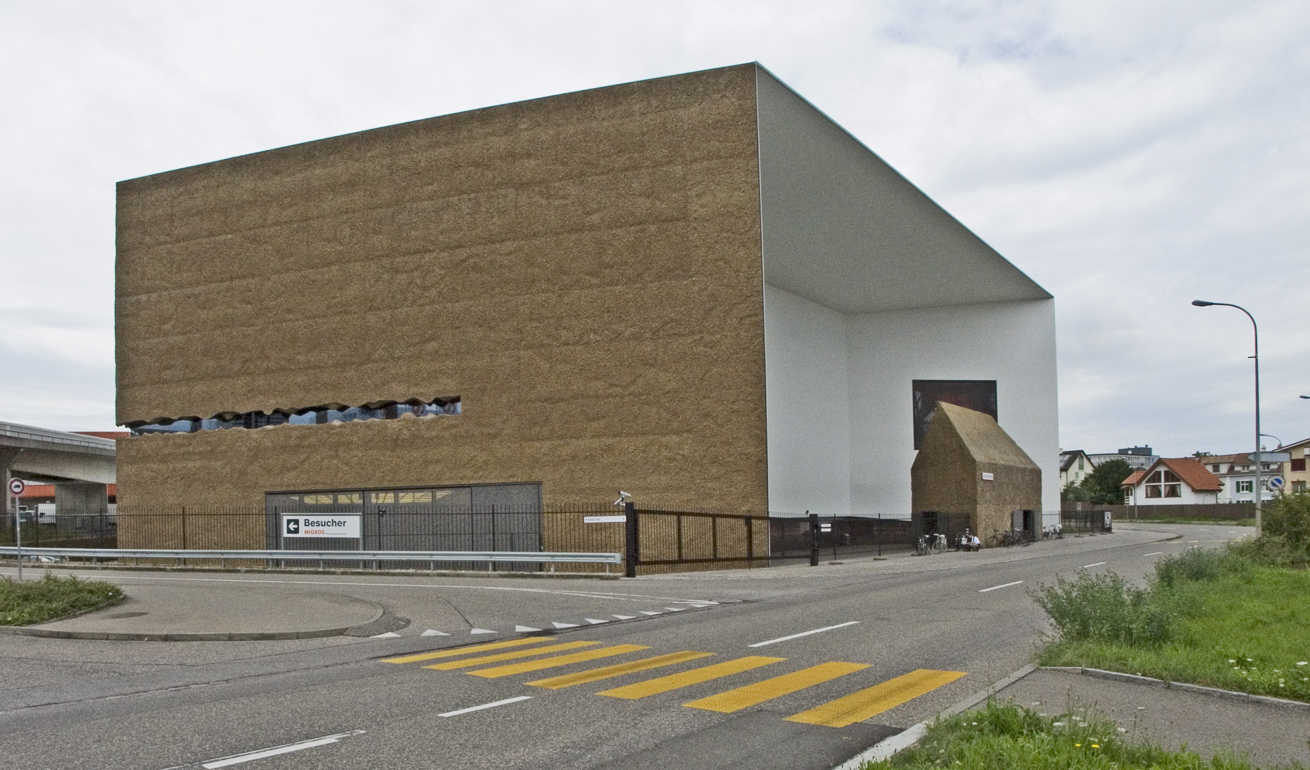
Schaulager (architectes Herzog & de Meuron) ; Fondation Emmanuel Hoffmann
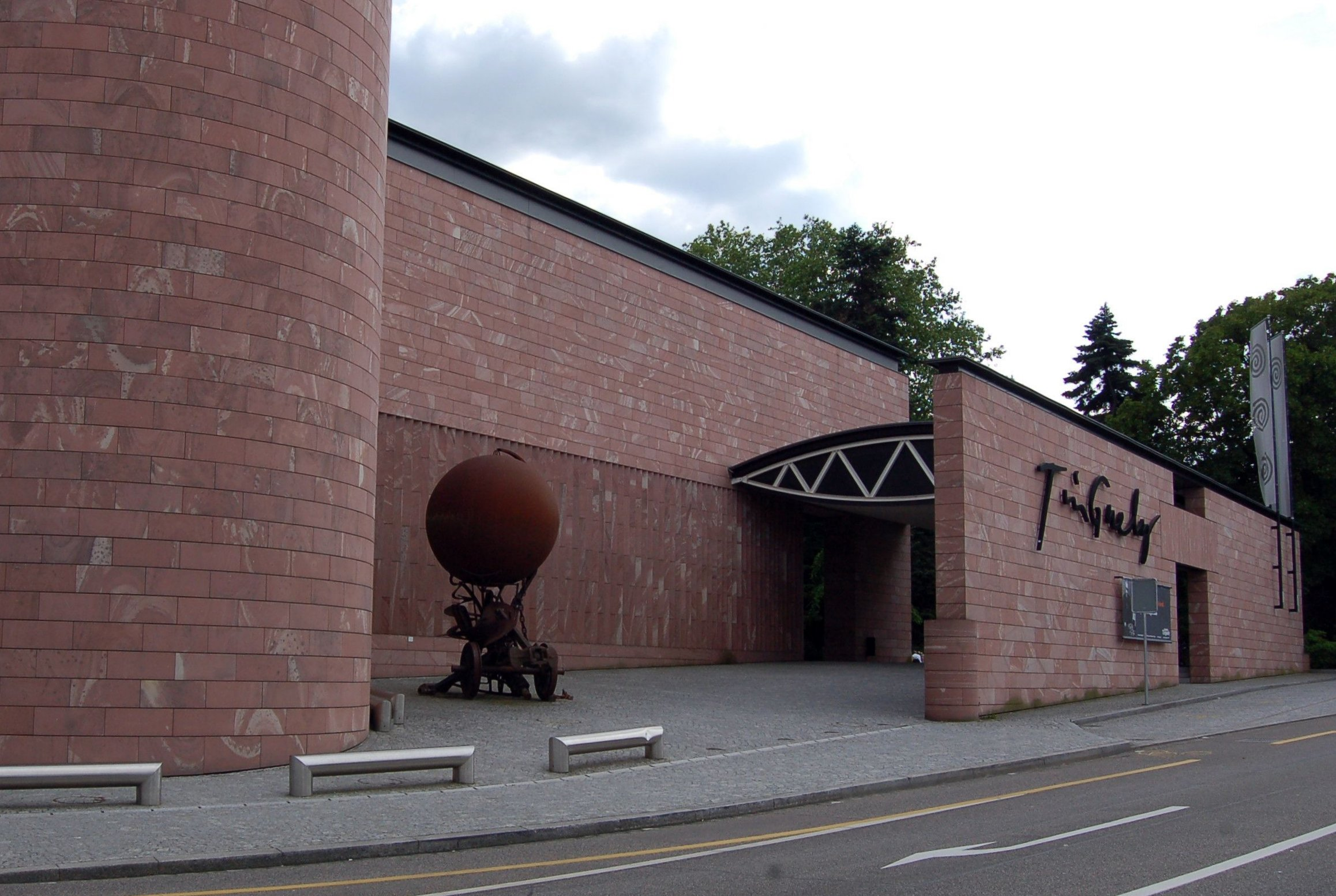
Musée Tinguely (architecte Mario Botta) ; Jean Tinguely et ses contemporains
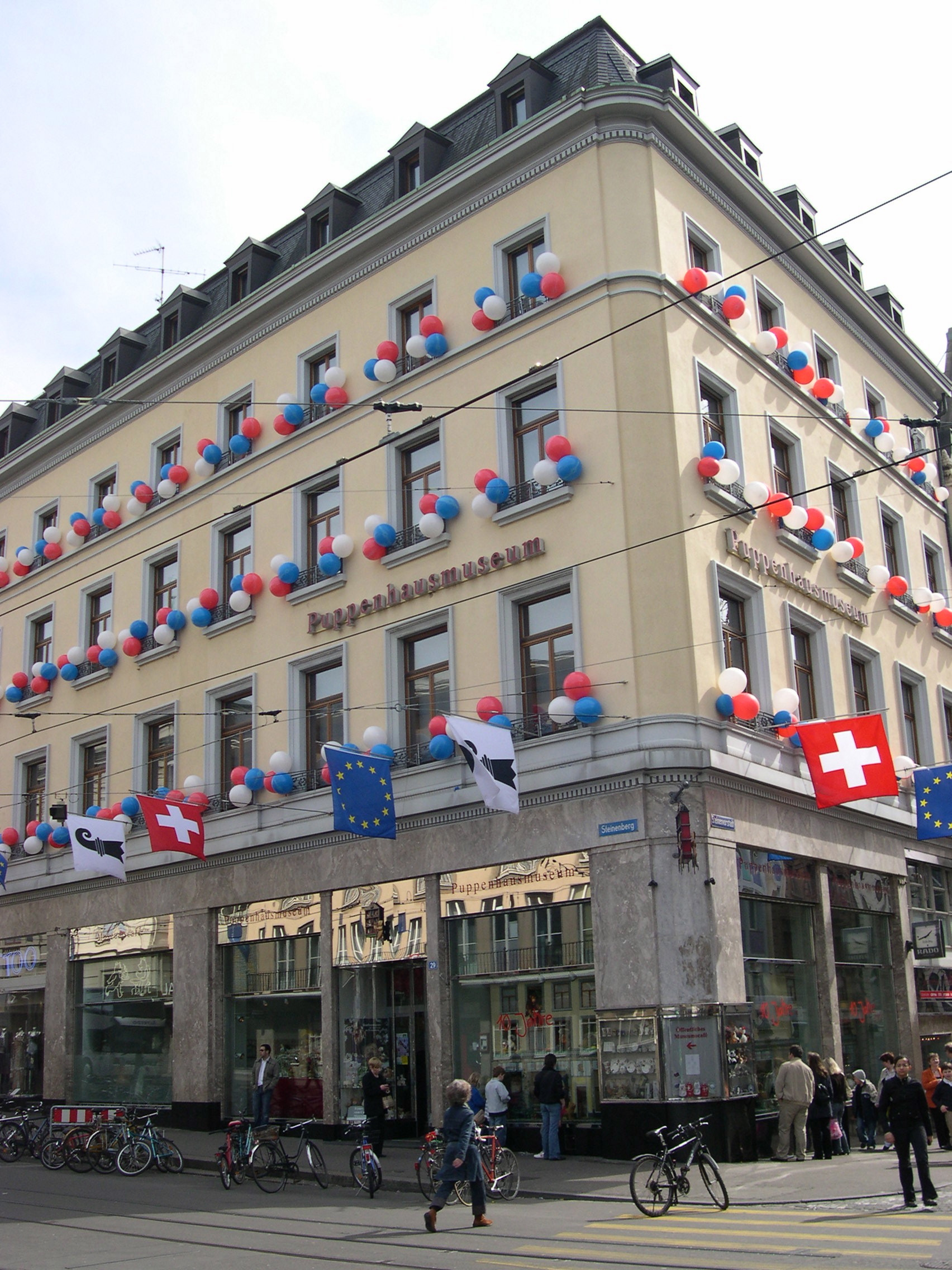
Musée de la maison de poupée à la Barfüsserplatz ; poupées, ours en peluche, miniatures
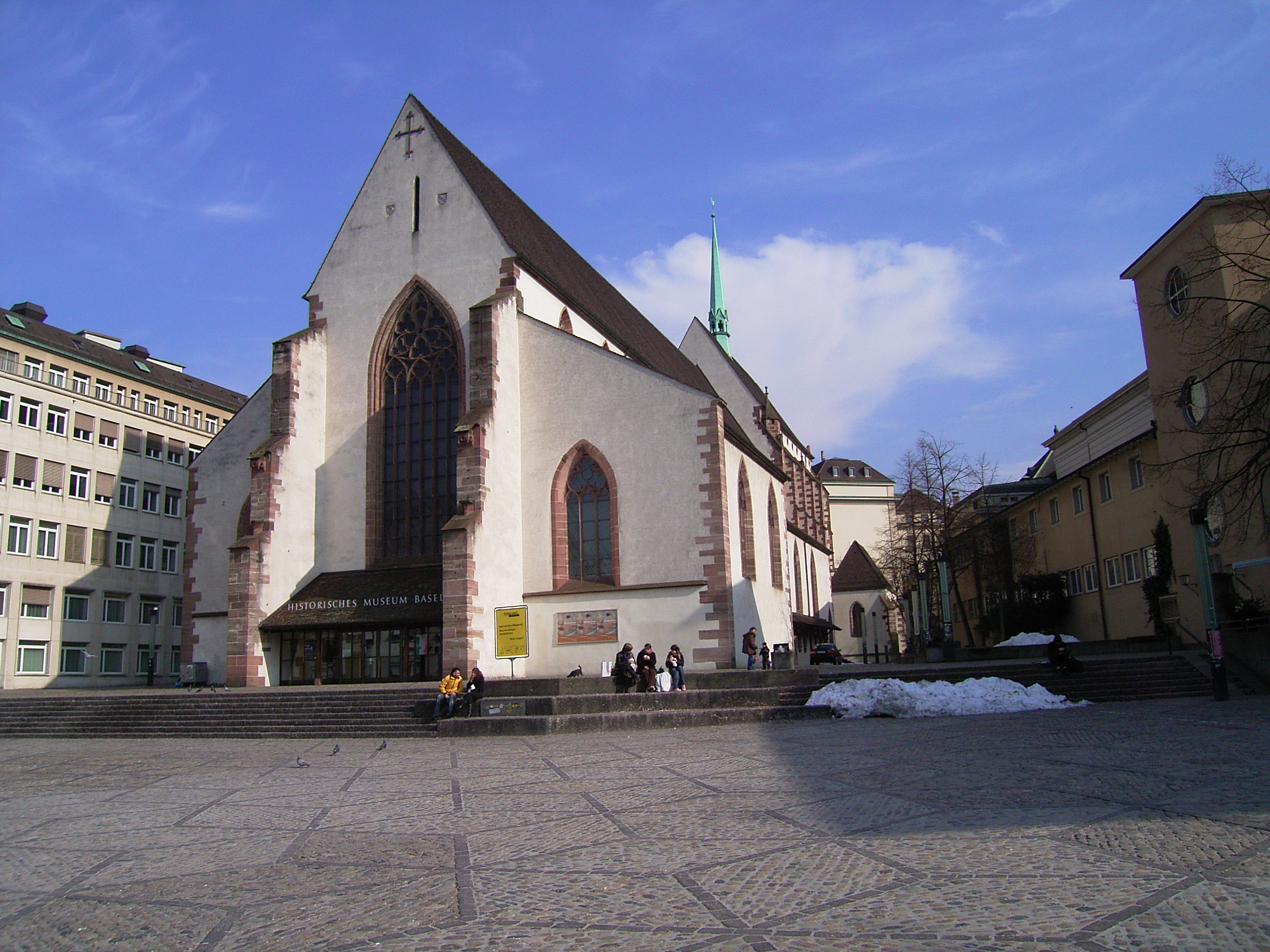
Musée historique de Bâle – Barfüsserkirche ; histoire culturelle de la ville de Bâle et du Rhin supérieur

Touristiquement parlant, les musées jouent à Bâle un rôle essentiel et sont par conséquent un facteur économique important. Certains musées bâlois sont des établissements publics. Néanmoins, la plupart fonctionnent sous le régime du droit privé et sont généralement administrés par des fondations. Outre la forte densité de musées, en comparaison à d’autres villes et bassins urbains de taille similaire, ces collections privées ont largement contribué à améliorer la qualité des musées. Dans leur quasi-totalité, ces collections privées ont vu le jour après la Seconde Guerre mondiale. Les musées publics quant à eux ont une histoire plus ancienne. Les collections des cinq musées nationaux du canton de Bâle-Ville ont même évolué sur plusieurs siècles.

## Évolution des musées

### Les musées de la ville

#### Collections anciennes

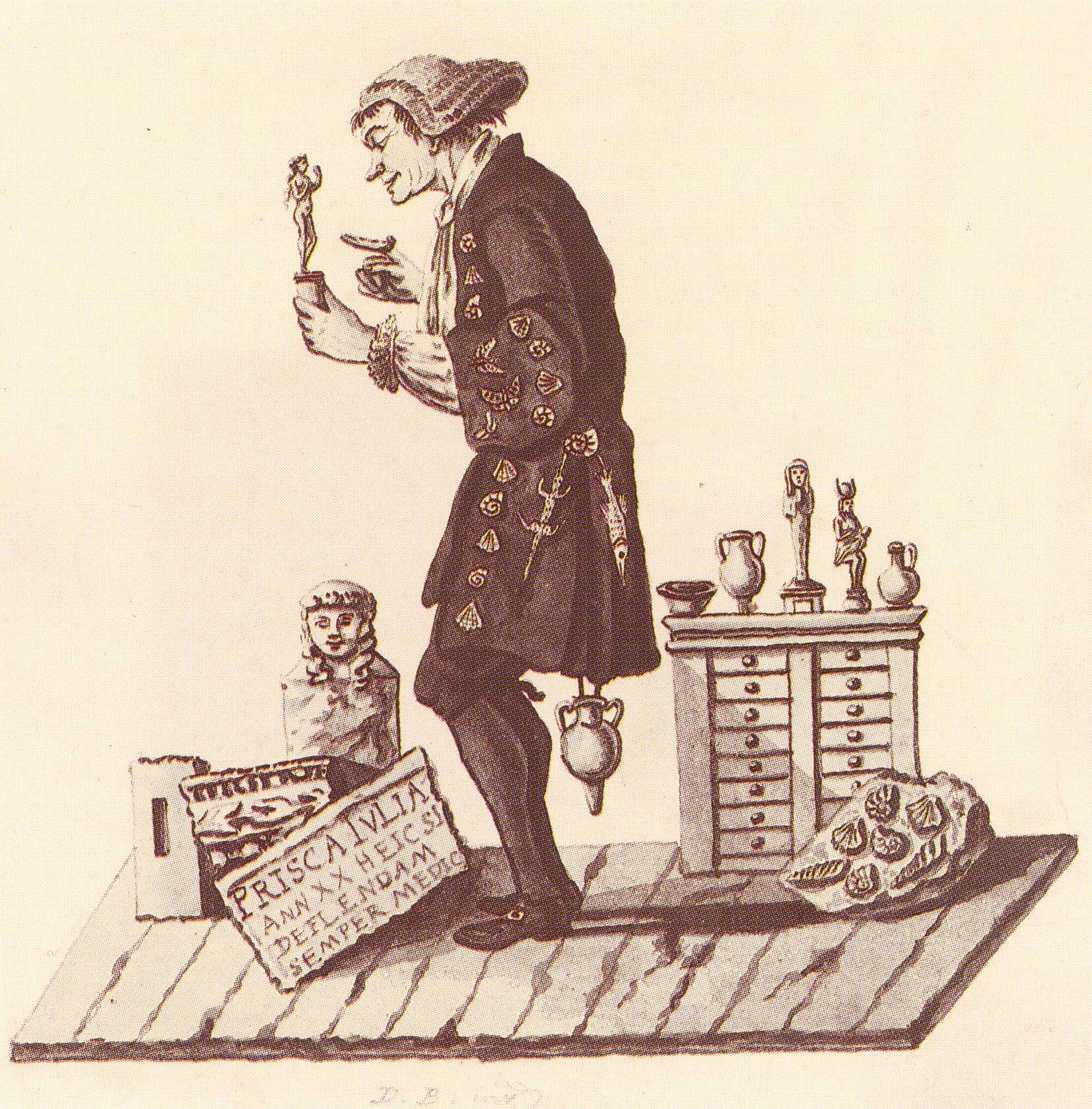
Caricature du professeur d’université bâlois Johann Jakob d'Annone (1728–1804) qui a fait don de son cabinet d’antiquités et d’objets naturels à la collection publique de la maison Haus zur Mücke.

L’apparition de la première collection publique est étroitement liée à l’université de Bâle et aux cabinets de livres, d’art et d’histoire naturelle du début de l’époque moderne. Il existait plusieurs de ces cabinets à Bâle. Notamment celui des Amerbach, une famille d’imprimeurs qui a collectionné au XVIe siècle un nombre très important de livres, tableaux, pièces d’orfèvrerie, pièces de monnaie et objets d’histoire naturelle. En 1661, le cabinet Amerbach menaçait de disparaître à la suite d'une proposition d’achat venue d’Amsterdam, centre européen du commerce d’objets de collection à l’époque. Interpellées par le maire Johann Rudolf Wettstein, la ville et l’université décident de racheter la collection afin de la conserver à Bâle. Exposée dès 1671 dans la maison Haus zur Mücke sur la Münsterplatz, la collection n’était pas à proprement parler un musée mais servait principalement de bibliothèque universitaire, seules quelques salles au premier étage étaient réservées aux objets d’art et d’histoire naturelle. Deux bibliothécaires étaient chargés de gérer l’ensemble de la collection.

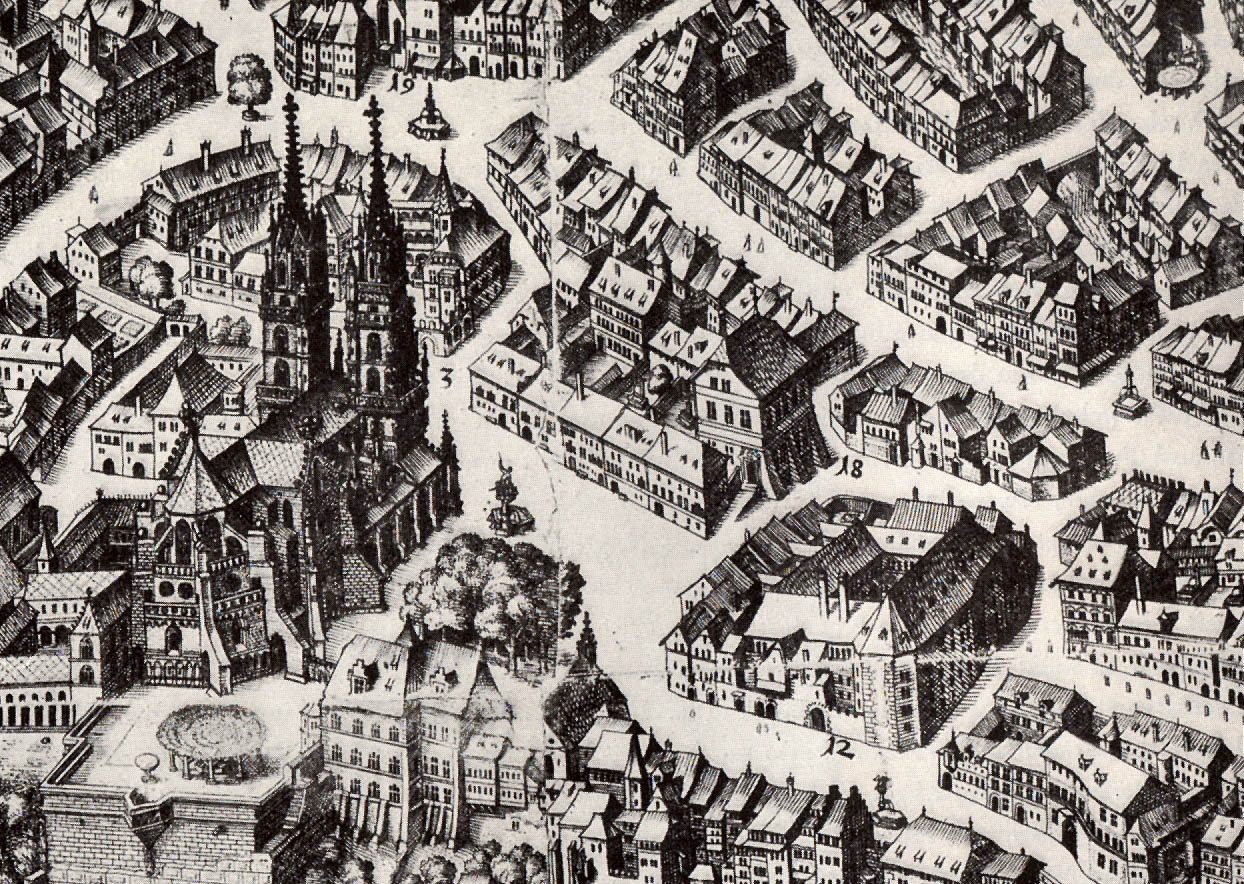
Münsterplatz avec la maison Haus zur Mücke (au centre, à gauche du chiffre 18) et ancien monastère de l’Augustinergasse, emplacement du premier musée national de 1849 (en bas, près du chiffre 12)

Dans le sillage du mouvement éducatif propre au siècle des Lumières, la collection de livres et d’objets augmente considérablement dès la seconde partie du XVIIIe siècle. De nombreuses antiquités, pièces de monnaie, fossiles et objets d’histoire naturelle sont achetés, donnés ou légués par des collectionneurs privés, venant ainsi enrichir la collection de la maison Haus zur Mücke. L’une des plus importantes acquisitions est celle du Musée Faesch (Museum Faesch) en 1823, une collection bâloise du XVIIe siècle. La première collection entièrement ethnologique est celle du « Cabinet mexicain », rassemblée entre 1828 et 1837 par le marchand Lukas Vischer au cours de ses voyages en Amérique latine. En 1821 on retire les objets d’histoire naturelle de la collection de la maison Haus zur Mücke pour créer un musée d’histoire naturelle indépendant à la « Falkensteiner Hof », située aussi sur la Münsterplatz. Ce musée comprenait également les cabinets des appareils de l’institut de physique et de chimie.
Le véritable centre artistique de la ville était l’hôtel de ville de Bâle. L’entretien de ses riches ornementations était une tâche permanente de la ville depuis le XVIe siècle , de nombreux artistes y ont œuvré. Dès le XVIe siècle, il aurait existé un « coin de musée » dans l’arsenal de la ville qui servait communément de dépôt pour les armes militaires devenues obsolètes. Si la plupart ont été détruites, un certain nombre d’entre elles a pu être préservé pour la simple raison que les gardiens de l’arsenal conservaient les armes militaires du Moyen Âge ou de la fin du Moyen Âge pour leur valeur sentimentale. On pense en premier lieu aux trophées, véritables ou supposés, constitués par les butins pris aux bourguignons en 1476, qui, revenus à Bâle, furent montrés aux curieux durant des siècles. À l’opposé, le trésor de la cathédrale de Bâle, ayant perdu toute valeur liturgique avec la Réforme, n’est pas un objet de musée; en effet, les objets de culte conservés pendant plus de trois siècles dans la sacristie de la cathédrale n’ont jamais été exposés avant 1833 et étaient uniquement mentionnés comme valeur comptable dans le budget de l’État.

#### Construction du premier musée

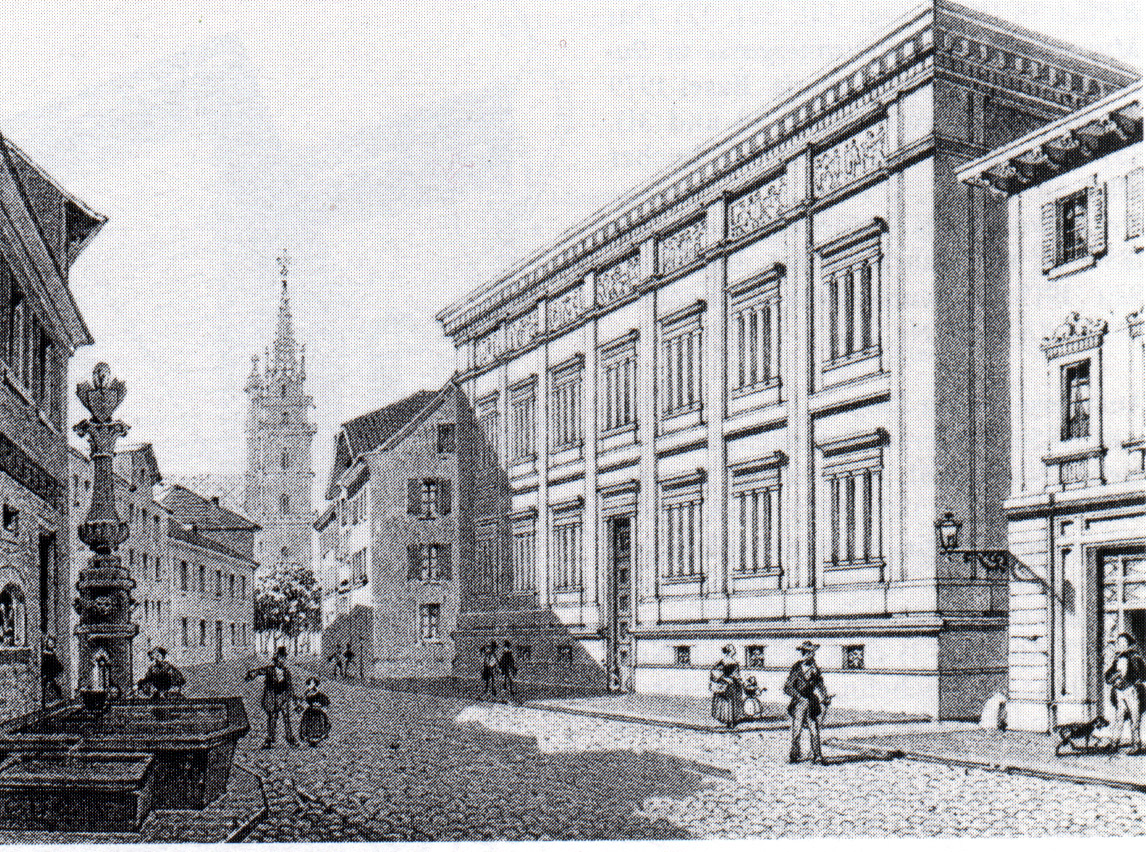
Le musée de l’Augustinergasse à Bâle, vue sur la Münsterplatz, XIXe siècle

En 1767, le professeur d’université Johann Jakob d'Annone fait entreposer les tableaux et autres curiosités au rez-de-chaussée de la maison Haus zur Mücke vide jusqu’alors. Il veut disposer de plus de place au premier étage pour la bibliothèque et procéder à un classement systématique des livres; mais quelques décennies plus tard, le bâtiment et son infrastructure ne peuvent plus faire face à l’affluence du public (il était ouvert quatre jours par semaine dès 1829) ni aux attentes de la culture moderne du savoir issue des Lumières. Il manquait un inventaire complet des objets, impossible à établir car « à cause du manque de place, certains étaient entassés depuis des décennies dans des recoins sombres, enfouis sous une impressionnante couche de poussière ».
Pour remédier au manque de place, la collection déménage en 1849 dans un bâtiment multifonctionnel appelé simplement « musée ». Situé à l’Augustinergasse, ce bâtiment appartient à Melchior Berri et vient remplacer l’ancien monastère Augustinerkloster. Il fut financé par une subvention unique de l’État et les dons de la bourgeoisie. Ce bâtiment monumental de style classique tardif orné de peintures décoratives et de fresques réalisées par Arnold Böcklin est, toute proportion gardée, l’un des premiers musées publics et le premier grand musée de Bâle. On y reconnaît clairement le style de Karl Friedrich Schinkel et de sa « Berliner Bauakademie ». Son programme d’affectation des espaces réunissait les installations universitaires avec bibliothèque et les collections d’art et d’histoire naturelle. Cela correspondait aux exigences institutionnelles de l’université. Faisaient également partie des collections la plupart des instituts subsidiaires, c’est-à-dire les structures qui soutenaient l’enseignement et la recherche sur les objets. Les appareils de l’institut de chimie et de physique ou encore les instruments de l’institut d’anatomie en faisaient partie.

#### Répartition des collections institutionnelles dans les musées publics

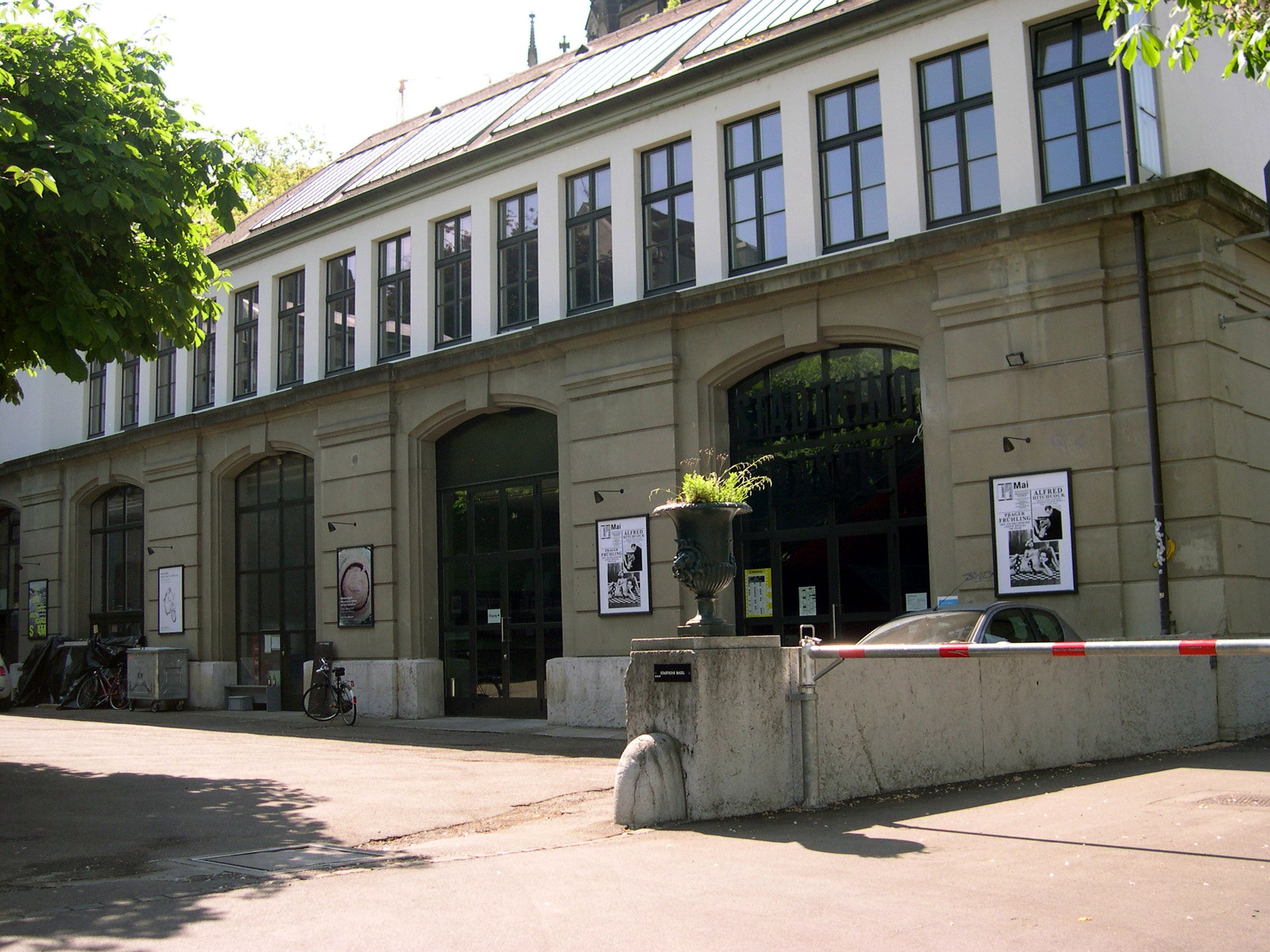
Ancienne Skulpturenhalle de la collection d’art publique, aujourd’hui domicile du Stadtkino

En parallèle à la spécialisation des disciplines d’éducation et de recherche initiée au début du XIXe siècle, les collections institutionnelles se développent à partir de la diversité des objets détenus par Bâle, classés par catégories scientifiques. Ces collections étaient d’un tout autre type que les cabinets de curiosité dans lesquels, selon le professeur bâlois Wilhelm Wackernagel, on rassemblait « uniquement des curiosités, de manière totalement aléatoire, avec un zèle mi-prétentieux, mi-enfantin ». La création du Musée d’histoire naturelle (Naturhistorisches Museum) en 1821 marque la première étape d’une nouvelle orientation. La collection d’art se détache juridiquement de la bibliothèque de l’université en 1836 et passe sous le contrôle d’une commission gouvernementale indépendante. En 1856, les bâtiments et salles annexes de la cathédrale de Bâle (Bischofshof, Niklauskapelle) accueillent la « collection médiévale » constituée la même année avec les objets du musée de l’Augustinergasse selon le modèle du Musée germanique national de Nuremberg (Germanisches Nationalmuseum). Les moulages d’œuvres antiques exposés dans la « Skulpturenhalle » du « Basler Kunstverein » arrivent en 1887. Les instituts de chimie et de physique emménagent en 1874 au Bernoullianum, le nouveau bâtiment des sciences naturelles. Cependant, les fonds perdent peu à peu leur intérêt pour faire place à des équipements de laboratoire. Mais le canton peine à construire des musées pour abriter ses collections. Le musée de l’Augustinergasse constituait une remarquable initiative qui resta cependant la seule de ce genre durant près de cinquante ans.

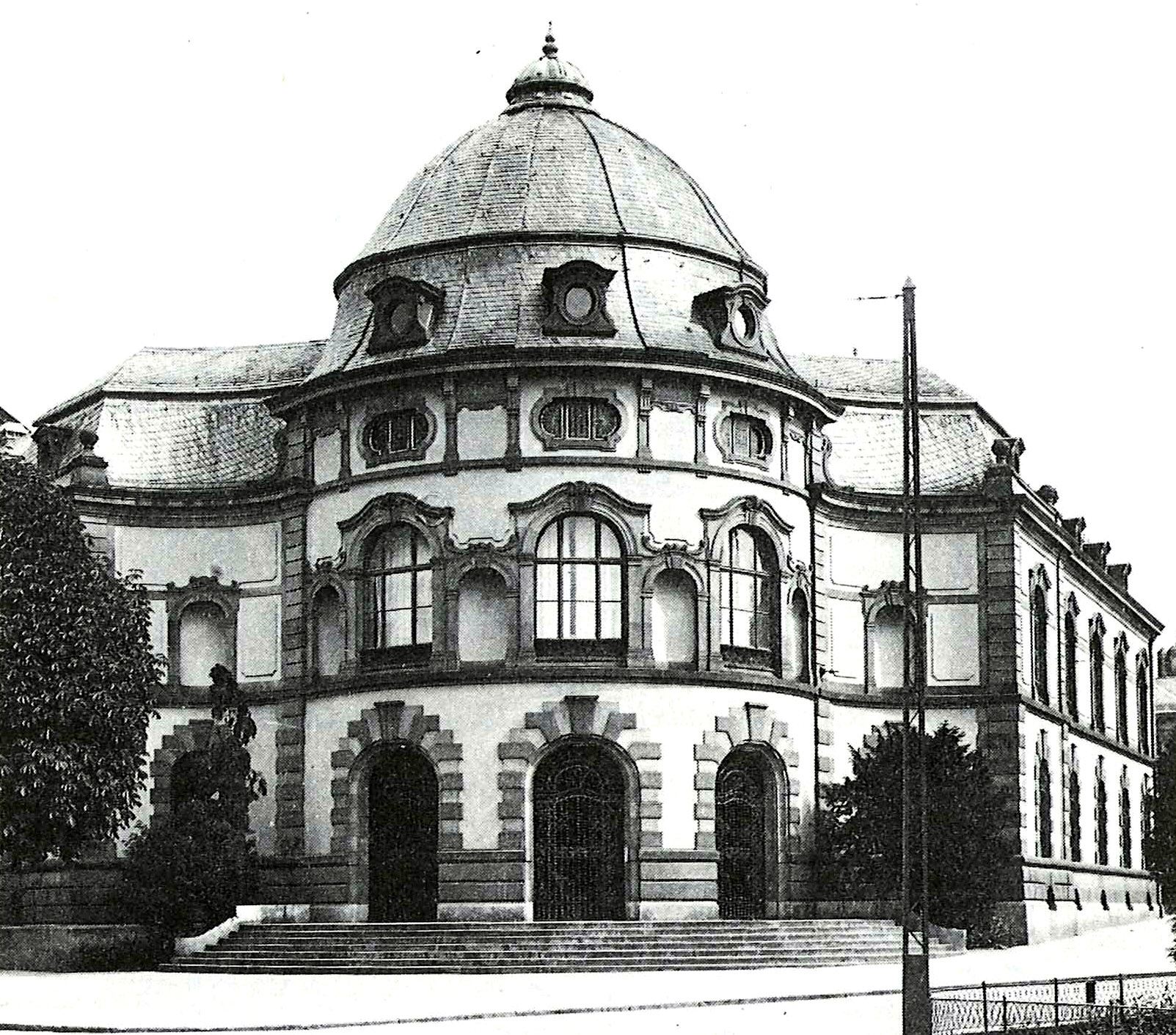
Bibliothèque universitaire de Bâle, 1896

En 1892, la « collection des antiquités » (petits objets de l’Antiquité), débarrassée des objets ethnologiques, et la collection médiévale de la cathédrale sont rattachées à la collection des armes historiques de l’arsenal bâlois au musée d'histoire de Bâle (Historisches Museum) et exposées dès 1894 dans la Barfüsserkirche rénovée. Ce musée abrite aujourd’hui la plus grande collection d’objets historiques de la région du Rhin supérieur et présente des œuvres d’artisanat d’art (trésor de la cathédrale et œuvres d’orfèvrerie, peinture sur verre) et de la vie quotidienne (meubles, tapisseries, cabinet des monnaies) du Moyen Âge, de la Renaissance et de l'époque baroque. En 1896, toute la collection de livres est transférée dans la nouvelle bibliothèque universitaire. La « collection ethnographique », renommée en 1905 « collection ethnologique » (Sammlung für Völkerkunde) a pu intégrer en 1917 de nouveaux locaux dans l’annexe du musée de l’Augustinergasse et devient le Musée ethnologique (Museum für Völkerkunde). Abritant environ trois cent mille objets et autant de photographies historiques, il est considéré comme le plus grand musée ethnologique de Suisse et l’un des plus grands d’Europe. La collection comprend des objets d’Europe, d’ancienne Égypte, d’Afrique, d’Asie (collections sur le Tibet et Bali), de l’Amérique précolombienne et d’Océanie. En 1944, les autorités fédérales séparent les collections sur l’Europe dans le Musée suisse d’ethnologie (Schweizerisches Museum für Volkskunde). En 1997, les collections sur l’Europe et celles sur les autres continents sont à nouveau réunies dans le musée des cultures de Bâle (Museum der Kulturen Basel); le nom indique que le musée se considère aujourd’hui davantage comme un vecteur du dialogue interculturel que comme un médiateur de « cultures étrangères ». Le musée d’histoire naturelle de Bâle (Naturhistorisches Museum Basel), qui traite la plupart des disciplines des sciences naturelles (anthropologie, minéralogie, paléontologie ; vertébrés, insectes (collection Frey) et autres invertébrés) est installé au même endroit qu’en 1849 et a gardé son nom d’origine. Il appelle « Archives de la vie » ses collections qui comprennent près de huit millions d’objets étroitement liés à la recherche en sciences naturelles.

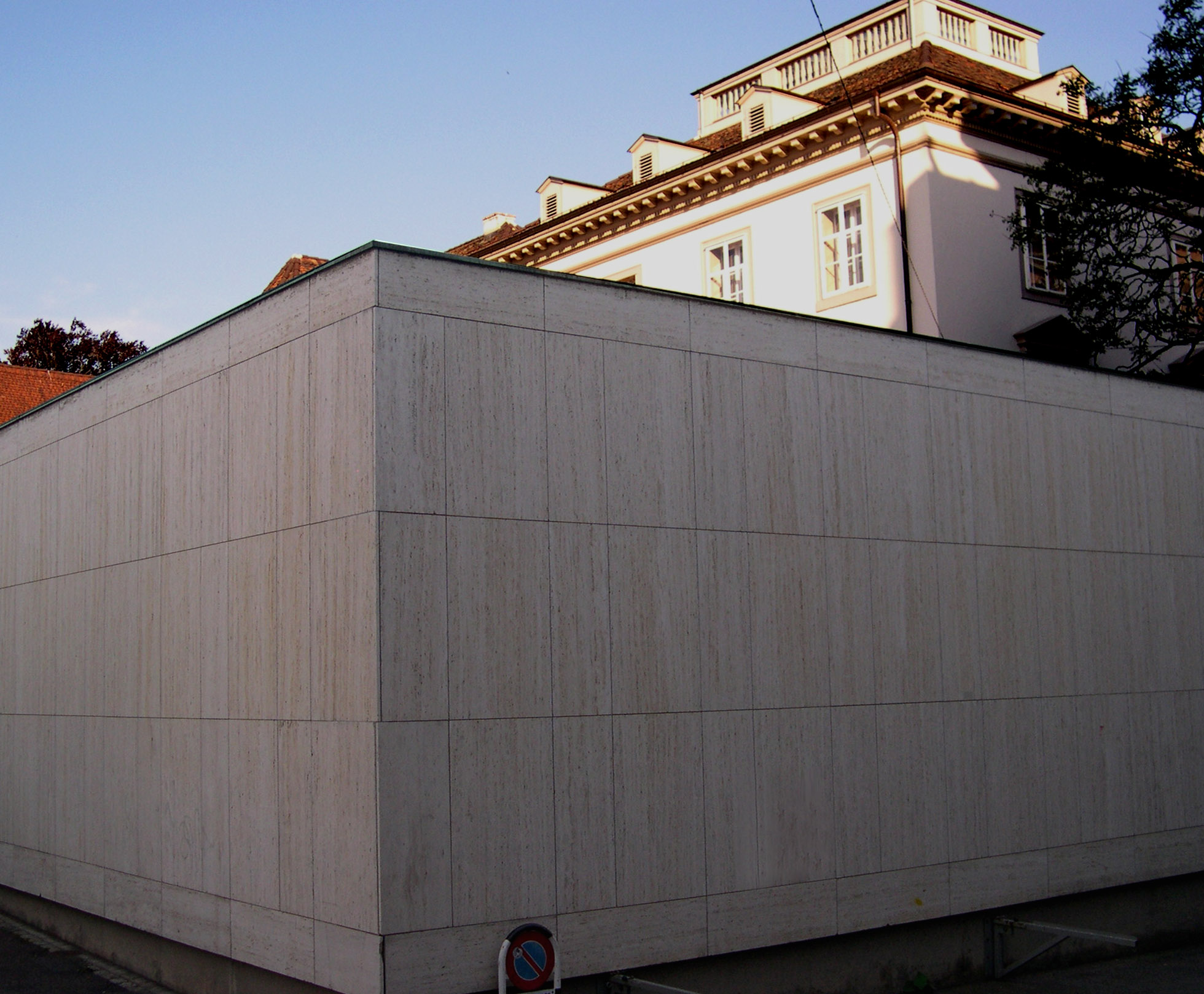
Musée des antiquités de Bâle et collection Ludwig, façade arrière et sa salle annexe vitrée

En 1849, la collection publique d’art est installée au dernier étage du musée de l’Augustinergasse mais elle s’agrandit si vite que les problèmes de place deviennent rapidement insurmontables. En 1936, après trente ans de planification, elle est enfin entreposée dans le musée d’art de Bâle (Kunstmuseum Basel). On lui avait attribué en 1922 une annexe au « Augustinerhof » à l’Augustinergasse (cabinet des estampes et dessins) et une au « Bachofenhaus » sur la Münsterplatz (collection Bachofen et autres collections) mais c’est en 1928 que son fonds principal trouve un domicile provisoire dans la « Kunsthalle ». La galerie de tableaux et le cabinet des estampes et dessins abritent la plus importante collection publique d’art de Suisse. Principalement consacré à la peinture et au dessin des artistes du Rhin Supérieur de 1400 à 1600 (famille Holbein, Witz, Lucas Cranach l'Ancien, Grünewald) et à l’art du XIXe au XXIe siècle (Böcklin, van Gogh, Cézanne, Gauguin; cubisme avec Picasso et Braque; expressionnisme allemand; art américain d’après-guerre), il compte parmi les musées d’art les plus significatifs au niveau international. Depuis la délocalisation de la collection d’art, le Musée d’histoire naturelle (Naturhistorisches Museum) et le Musée ethnologique/musée des Cultures (Völkerkundemuseum/Museum der Kulturen) disposent de l’ensemble des locaux du musée de l’Augustinergasse. En 1961, la fondation du musée des Antiquités et Collection Ludwig (Antikenmuseum Basel und Sammlung Ludwig), qui réunit les collections d’antiquités du Musée historique (Historisches Museum) (petits objets) et du musée d’Art (Kunstmuseum) (sculptures) ainsi que des acquisitions venant de collections privées constitue une extension fondamentale de la collection publique du musée. Dès 1966, elles sont exposées dans une, puis à partir de 1988, dans deux villas néoclassiques de Melchior Berri situées en face du musée d’Art (Kunstmuseum). Le musée des Antiquités (Antikenmuseum) est le seul en Suisse à se consacrer exclusivement à l’art et la culture antique du bassin méditerranéen (cultures égyptienne, étrusque, grecque, italique et romaine, Orient du Levant et Proche-Orient) du IVe millénaire av. J.-C. au VIIe siècle apr. J.-C. Avec le département Égypte ancienne, les sculptures antiques et les vases grecs forment le cœur de la collection.

#### Dépendances des musées nationaux

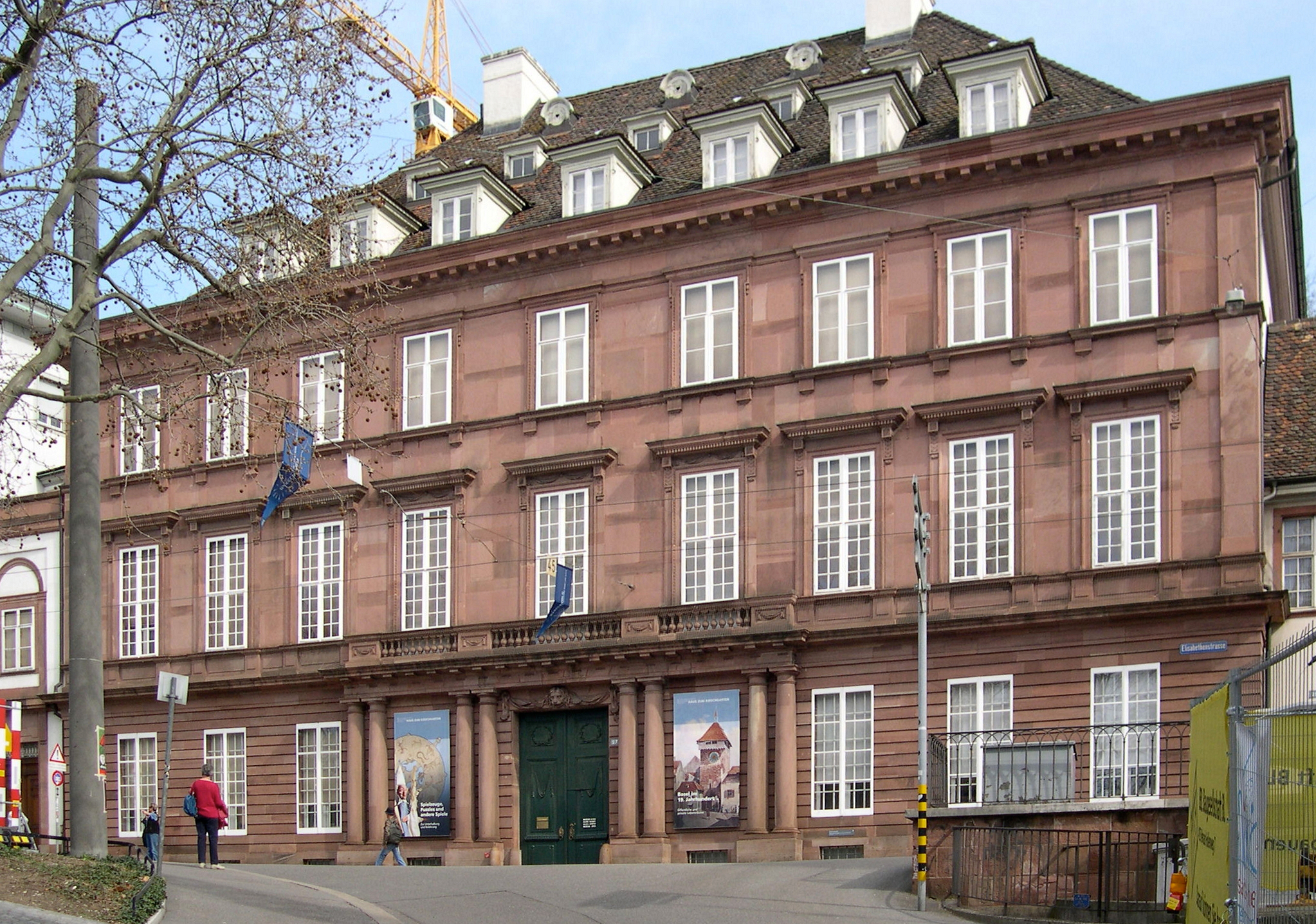
Haus zum Kirschgarten, musée de l’Habitat du Musée historique

Le manque de place récurrent au musée de l’Augustinergasse a conduit à la création de toute une série de dépendances avoisinantes ; les autres musées s’agrandirent eux aussi. Le Musée historique (Historische Museum) de la Barfüsserkirche obtint les dépendances suivantes : 1926–1934 le musée de l’Habitat (Wohnmuseum) au Segerhof, dont le sujet depuis 1951 est la culture de l’habitat bâlois présentée dans la maison « Haus zum Kirschgarten » ; en 1943 la collection des instruments de musique qui, depuis 2000, est devenu le musée de la Musique (Musikmuseum) installé dans l’ancienne maison d’arrêt « Lohnhof » ; il présente cinq siècles d’histoire de la musique en Europe ; en 1981 la collection de luges et calèches (Kutschen- und Schlitten-Sammlung) à Brüglingen. En 1927, les moulages du musée des Antiquités (Antikenmuseum) stockés dans la Skulpturenhalle et suscitant peu l’intérêt du public, sont intégrés au musée des Antiquités (Antikenmuseum) en 1961 puis transférés en 1963 dans des locaux d’exposition de la Skulpturhalle de Bâle qui leur sont réservés. La reconstitution intégrale du Panthéon est unique au monde. La collection publique d’art quant à elle est installée en 1981 dans un second bâtiment, le musée d’Art contemporain (Museum für Gegenwartskunst) à Saint Alban-Tal. Il fut le premier bâtiment d’exposition en Europe à être exclusivement consacré à l’art contemporain et à présenter des médias classiques tels que la peinture ou la sculpture mais aussi l’art vidéo.

#### Musées disparus et musées para-étatiques

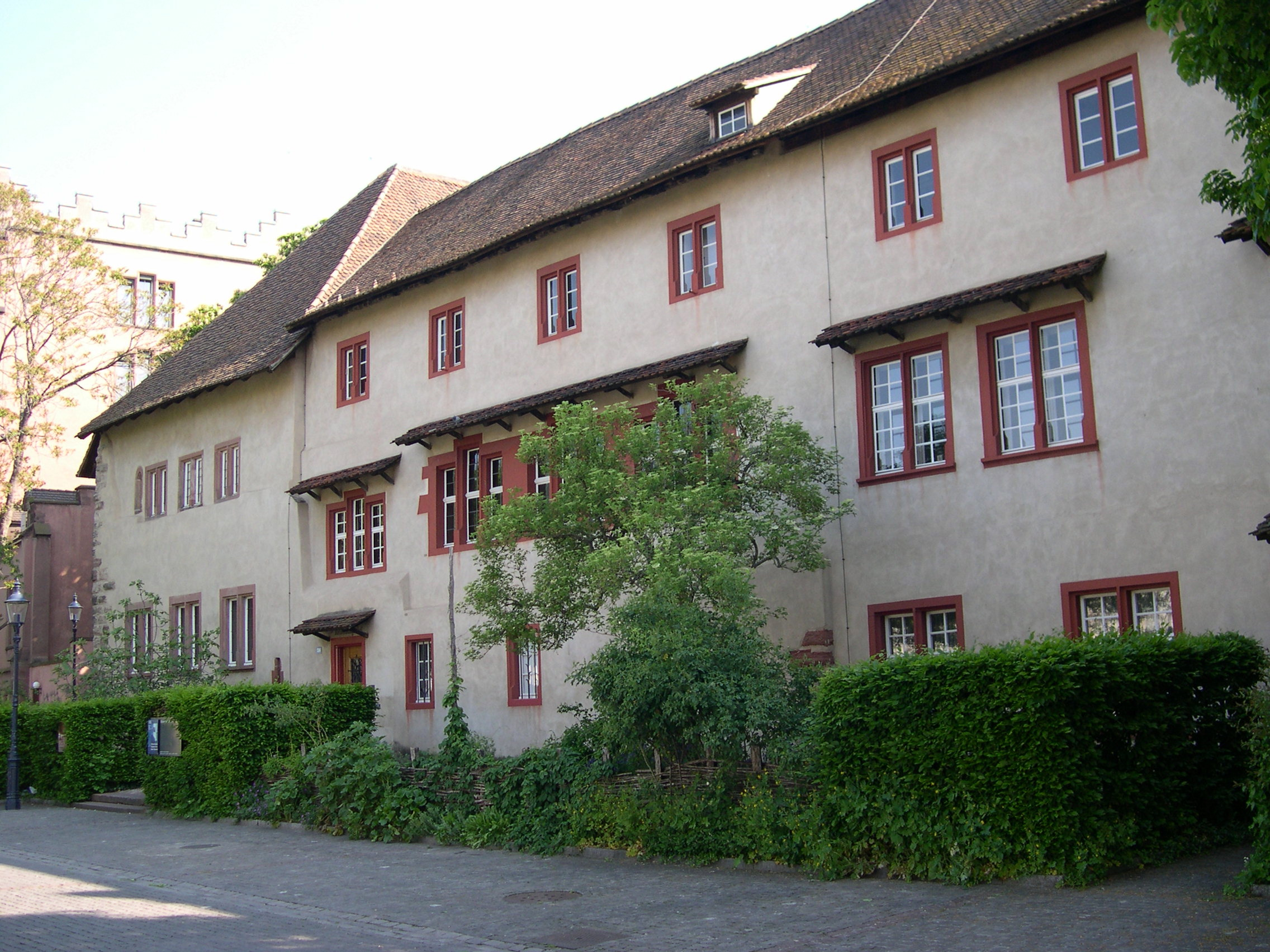
Musée Kleines Klingental, ancien musée de la ville et de la cathédrale

En 1996, un plan d’économie provoque la fermeture des deux musées suivants: le Musée des arts et métiers (« Gewerbemuseum » qui devient en 1989 le « Musée des arts appliqués » (Museum für Gestaltung) à la suite du développement de ses orientations thématiques) fondé en 1878 par l’« Association des artisans et des arts et métiers » pour présenter l’artisanat local, institutionnalisé en partie en 1886, puis complètement en 1914, ainsi que le musée de la Ville et de la Cathédrale (Stadt- und Münstermuseum) faisant partie des monuments historiques, installé en 1939 dans l’ancien couvent « Kleines Klingental ». Les collections du musée des Arts et Métiers (Gewerbemuseum) sont disséminées, la bibliothèque et la collection d’affiches reviennent à l’École d’arts appliqués (Schule für Gestaltung). Le musée de la Ville et de la Cathédrale (Stadt- und Münstermuseum) reste dans les mêmes locaux et devient le Musée Kleines Klingental (Museum Kleines Klingental). Il est administré par une fondation.
Le Musée suisse des sapeurs pompiers (Schweizerisches Feuerwehrmuseum), fondé en 1957 comme musée des sapeurs pompiers de Bâle (Basler Feuerwehrmuseum), est domicilié à la caserne des sapeurs pompiers professionnels du canton mais n’est ni considéré comme un musée national ni classé comme un service autonome par l’administration cantonale. Sa collection, dont font également partie des prêts permanents du Musée historique (Historisches Museum), comprend des documents qui remontent au XIIIe siècle. Il en est de même pour la Collection du cimetière Hörnli (Sammlung Friedhof Hörnli), située depuis 1994 sur le site du cimetière cantonal central mais administrée par l’« Association Collection du cimetière Hörnli ». Sa collection présente des objets de sépulture tels qu’urnes, documents sur l’histoire de la crémation, corbillards, cercueils, règlements de cimetière, croix, couronnes de perles et épitaphes.

#### Autres musées

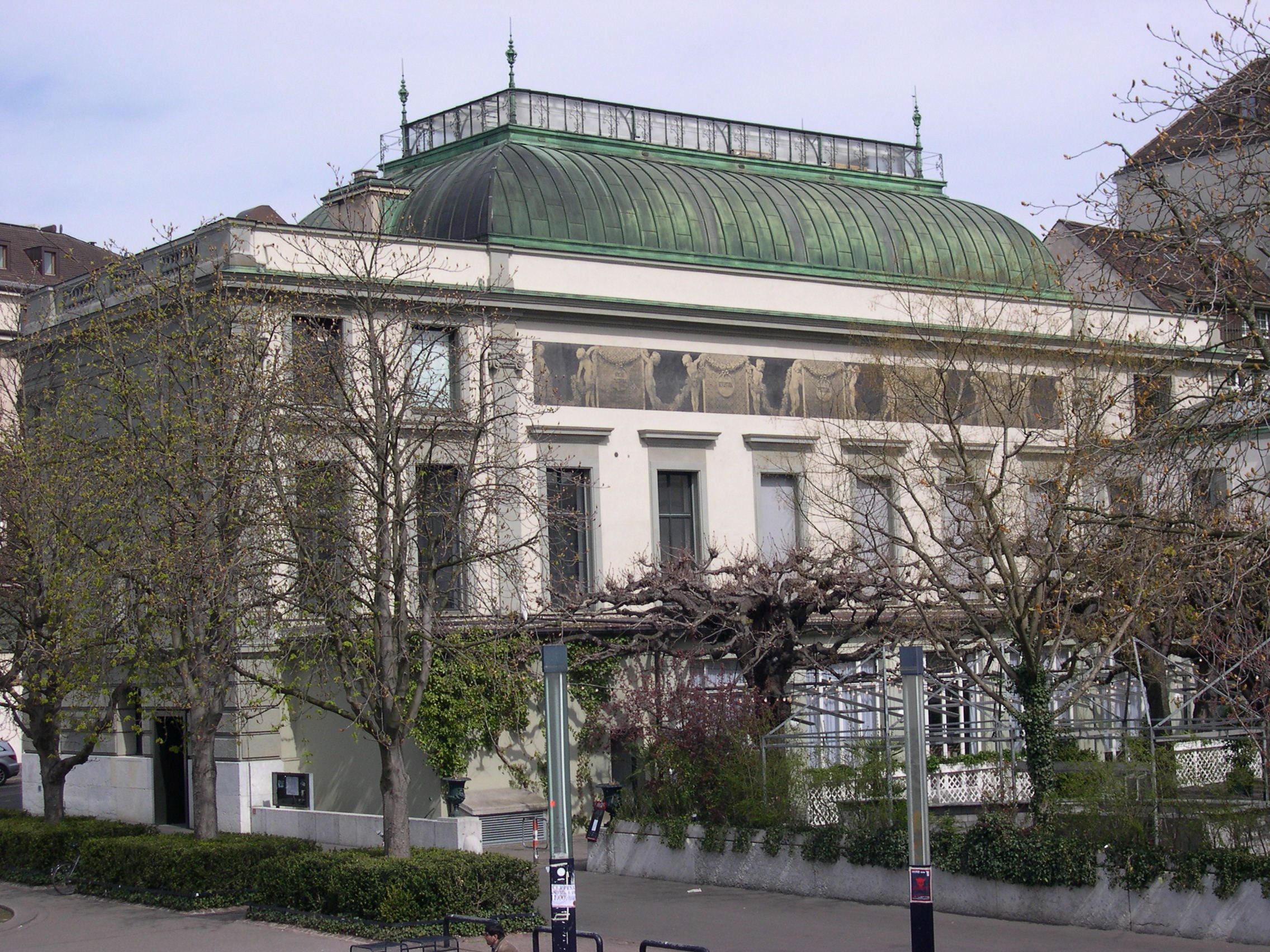
Kunsthalle, façade arrière et cour intérieure

Le premier musée non administré par le canton de Bâle-Ville est créé en 1860 dans une salle de la Mission protestante de Bâle. Il présente des objets de culte et d’art de pays et peuples dans laquelle la mission de Bâle était présente ainsi qu’une galerie de portraits de missionnaires. Mais cette exposition fut plus tard vendue en partie à la ville et fermée. L’« Association bâloise d’art » (Basler Kunstverein) adopte le concept du bâtiment multifonctionnel comme au musée de l’Augustinergasse et fait construire de 1869 à 1872 la Kunsthalle au Steinenberg où sont installés des salles d’exposition, des bureaux, une bibliothèque et des ateliers de sculpteurs ; en 1885, la « Skulpturhalle » vient s’y annexer et reprend comme cité plus haut les moulages des sculptures antiques du musée de l’Augustinergasse de 1887 à 1927. L’ancienne maison des artistes (Künstlerhaus) se veut à présent « interface entre artistes et médiateurs de l’art et lieu d’observation des évolutions locales et internationales ». Le musée suivant, non créé sur l’initiative de l’État, est le musée des Arts et Métiers (Gewerbemuseum) cité plus haut, fondé en 1878, et qui huit ans plus tard, passe sous la gestion du canton.

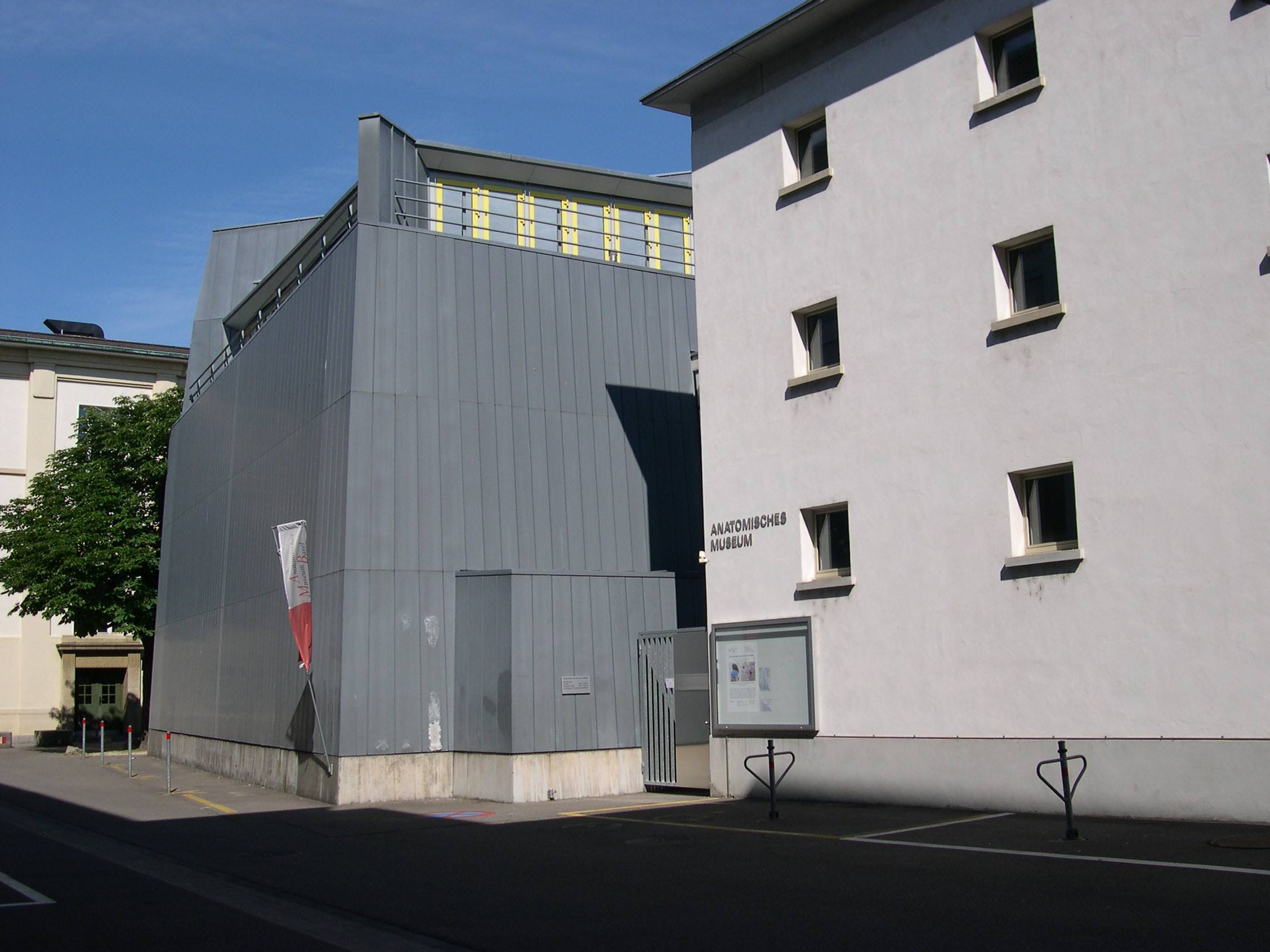
L'entrée du musée d'anatomie de Bâle

Le musée d'anatomie de l'Université de Bâle (Anatomisches Museum) est autonome depuis 1880 dans un bâtiment qui lui est réservé et présente une collection de pièces anatomiques et d'anatomie pathologique. Il a été fondé en 1824 par le professeur de chirurgie Karl Gustav Jung, le grand-père paternel homonyme du psychiatre C.J. Jung et recèle le plus ancien modèle anatomique du monde (exécuté à Bâle en 1543 par André Vésale) ainsi qu'un squelette préparé par Félix Platter en 1573.
En 1924, la donation d’un collectionneur privé à l’université de Bâle permet de fonder le Musée historique de la pharmacie (Pharmazie-Historisches Museum) (dénommé à l'origine « Sammlung für historisches Apothekenwesen ») qui abrite les plus grandes collections au monde sur l’histoire de la pharmacie. Elles englobent des médicaments anciens, des objets anciens d’apothicaire, des ustensiles de laboratoire, de la céramique, des instruments, des livres, des objets d’art et d’artisanat. Le Musée suisse du sport et de la gymnastique (Schweizerische Turn- und Sportmuseum) fondé en 1945 est rebaptisé Musée suisse du sport en 1977 (Schweizer Sportmuseum) ; il est administré par la Fondation Musée suisse du sport. Il présente les jeux de ballons et de boules, le cyclisme, la gymnastique et les sports d’hiver. Inauguré en 1954 par l’exposition « De Bâle à la haute mer » organisée au port de Bâle par la compagnie suisse de navigation, le musée de la Navigation (Schifffahrtsmuseum) est aujourd’hui dénommé « Verkehrsdrehscheibe Schweiz », plaque tournante suisse des transports. Il est administré par une association. De 1954 à 1979, le musée d’Ethnologie (Museum für Völkerkunde) était affilié à la collection historique du Papier (Schweizerische Papierhistorische Sammlung) qui intégra en 1980 ses propres bâtiments au moulin Gallician à Saint Alban, ancien quartier des artisans. Il porte désormais le nom de Moulin à papier de Bâle – Musée suisse du papier, de l’écriture et de l’impression (Schweizerisches Museum für Papier, Schrift und Druck). Ce musée est géré par la Fondation Moulin à papier de Bâle. Le Musée judaïque suisse (Jüdische Museum Schweiz) qui présente l’histoire des juifs en Suisse et à Bâle et des documents du premier congrès sioniste qui s’est tenu à Bâle en 1897 a été fondé en 1966 par l’« Association pour le Musée judaïque de Suisse ».

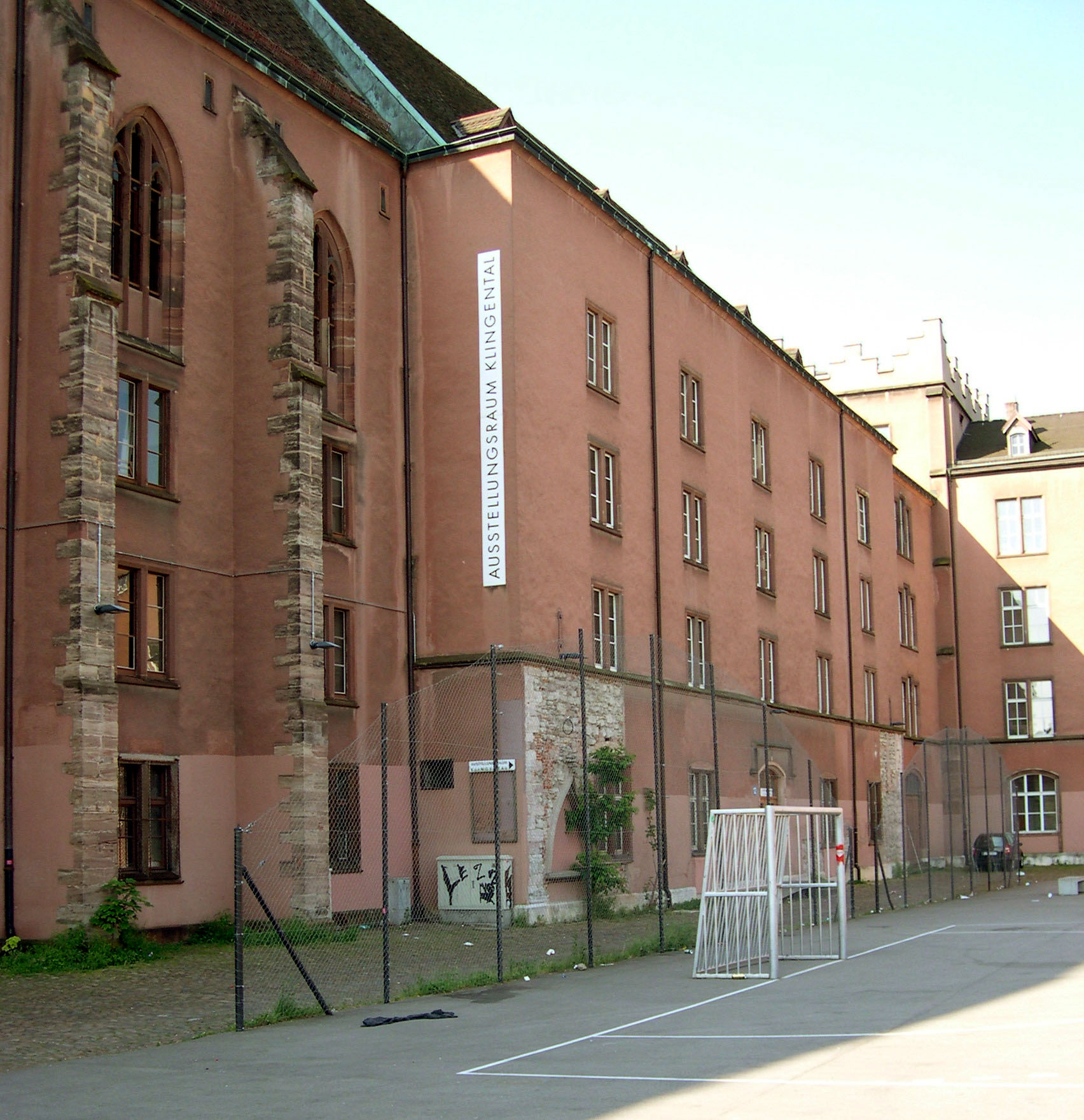
Espace d’exposition Klingental sur le terrain du centre culturel « Kaserne » à Bâle

Comme le Musée Kleines Klingental, l’Espace d’exposition Klingental ouvert en 1974 est aménagé dans l’ancien monastère du même nom. Il a pour vocation de servir de plate-forme à la présentation du travail des artistes vivant aujourd’hui à Bâle et de promouvoir les jeunes artistes. L’institution est gérée par l’« Association Espace d’exposition Klingental ». En revanche, le musée de la caricature et du dessin humoristique de Bâle (Karikatur & Cartoon Museum Basel) consacré au dessin satirique (caricatures, dessins humoristiques, bandes dessinées, parodies et pastiches) a été fondé sur l’initiative d’un seul homme, le collectionneur et mécène Dieter Burckhardt. La « Fondation Musée de la caricature & du dessin humoristique de Bâle » est une fondation non indépendante affiliée à la Fondation Christoph Merian. Les salles d’exposition sont installées depuis 1996 dans une maison du gothique tardif rénovée par les architectes Herzog & de Meuron à laquelle a été ajoutée une nouvelle annexe. Le musée suisse de l’Architecture fondé en 1984 (Schweizerische Architekturmuseum) se trouve depuis 2004 dans les locaux de la Kunsthalle totalement rénovée par les architectes Miller & Maranta et Peter Märkli; les expositions temporaires traitent de sujets et questions ayant trait à l’architecture internationale et à l’urbanisme. Pour le musée de l’Architecture, être situé à Bâle est un avantage majeur car un nombre inhabituel de bureaux d’architectes de renommée internationale s’y sont installés, avec en tête de liste Herzog & de Meuron qui ont œuvré dans la région à la construction de musées. Il est administré par la « Fondation Musée de l’architecture ».
L’exposition permanente du Musée Tinguely (Museum Tinguely) ouvert en 1996 présente la vie et l’œuvre de l’artiste Jean Tinguely. Il consacre des expositions spéciales aux travaux de ses contemporains et à d’autres positions des Modernes. Conçu par l’architecte Mario Botta, le musée est exclusivement financé par le groupe pharmaceutique bâlois Hoffmann-La Roche. Inauguré en 1998, le Musée de la maison de poupée (Puppenhausmuseum) appartient à Gigi Oeri, fondatrice mécène responsable de la composition des collections. Il présente des poupées, des maisons de poupées et des magasins miniatures des XIXe et XXe siècles ainsi que la plus grande collection au monde d’ours en peluche. Le musée d’Art médiatique (Medienkunstbetrieb) [plug.in], ouvert en 2000, est géré par l’« Association Forum des nouveaux médias » fondé en 1999. Il organise des expositions, des projets, et met un réseau international à disposition des artistes; il s’attache également à faire le lien entre l’art des médias et le grand public. La Fondation Herzog possède les plus grandes collections de photographies au monde (300 000 photos essentiellement consacrées à la société industrialisée du XIXe siècle) ; elle expose depuis 2002 dans un Laboratoire de photographie (Laboratorium für Fotografie). La collection est abritée dans un entrepôt conçu par Herzog & de Meuron situé dans le quartier industriel « Dreispitz » comprenant également une bibliothèque sur l’histoire de la photo et deux salles destinées à la formation, l’étude et l’exposition.

### Musées des villes voisines
Autour de Bâle, de nombreuses petites communes possèdent des musées locaux et régionaux, que nous ne présenterons pas ici. Nous citerons les établissements dont la collection dépasse l’intérêt local et dont l’entrée est libre plusieurs jours par semaine.

#### Collections d’histoire naturelle, culturelle et technique
Le plus ancien musée de la région de Bâle hors de la ville est le musée du canton de Bâle-Campagne à Liestal, dénommé aujourd’hui Museum.BL. Fondé en 1837 comme « cabinet d’objets naturels » ses collections contiennent jusque dans les années 1930 essentiellement des objets d’histoire naturelle. Aujourd’hui, il est davantage axé sur l’histoire des cultures. Le musée utilise la diversité de sa collection pour aborder une vaste palette de sujets ayant trait à l’environnement, l’histoire et l’époque contemporaine. Le musée Burghof de Lörrach remonte à l’« Association de l’Antiquité de Lörrach » (« Lörracher Altertumsverein ») fondée en 1882 qui légua sa collection à la ville de Lörrach en 1927. Fondé en 1932, ce musée des traditions populaires (Heimatmuseum) présente aujourd’hui dans son exposition permanente « ExpoTriRhena » l’histoire et l’époque contemporaine, le partage et les points communs de la région frontalière du triangle trinational Allemagne, France, Suisse.

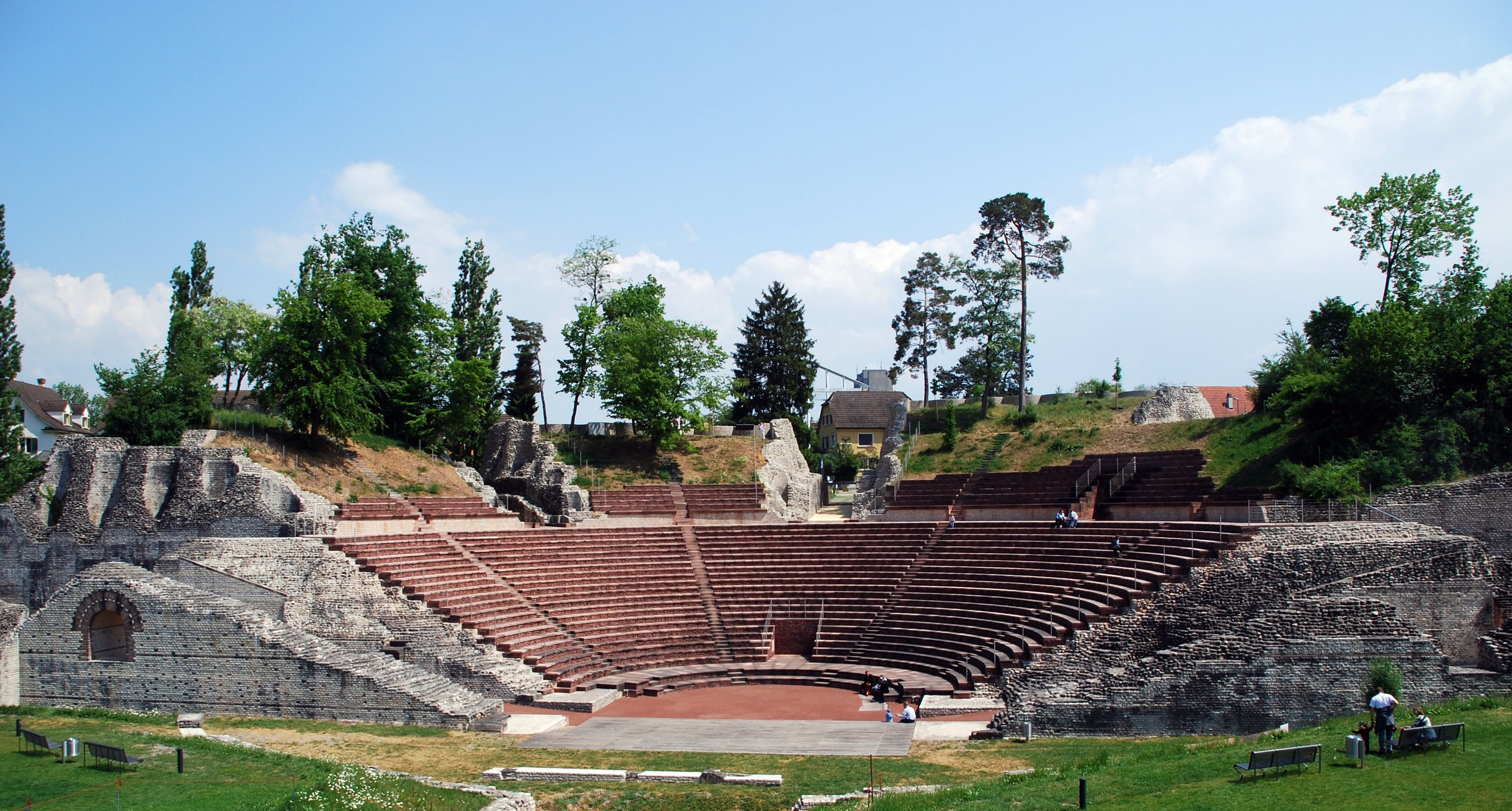
L’amphithéâtre du musée à ciel ouvert Augusta Raurica

Le Musée romain d’Augst fondé en 1957 est un musée à ciel ouvert situé sur le site de l’ancienne ville romaine Augusta Raurica dont les premières fouilles remontent à la Renaissance. Il présente de nombreux objets trouvés dans les fouilles dont fait partie le plus gros trésor d’argent de la fin de l’Antiquité. La maison romaine reconstruite à côté est un don du mécène bâlois René Clavel, le musée et l’ensemble du parc archéologique sont toutefois un organisme du canton de Bâle-Campagne. Le Musée du moulin (Mühlemuseum Brüglingen) de la Fondation Christoph Merian est situé dans la plaine de Brüglingen. Le moulin de l’ancien domaine de Brüglingen a été transformé en musée en 1966; il abrite une exposition relatant l’histoire du moulin et du métier de meunier, de l’époque du bronze au XXe siècle. Le mécanisme du moulin est intact, il est donc possible d’observer son fonctionnement, de la roue à eau à la meule.
À Riehen, le Musée des jouets, de la vigne et du vieux Riehen (Spielzeugmuseum, Dorf- und Rebbaumuseum) inauguré en 1972 présente l’histoire du village et de la vigne ainsi que l’une des plus prestigieuses collections de jouets européens. Certains de ces jouets proviennent de collections privées, d’autres sont des prêts du Musée des cultures (Museum der Kulturen). Le musée est un organisme de l’administration communale de Riehen. Le Musée des automates à musique (Museum für Musikautomaten) de Seewen, situé à la limite de la zone des musées bâlois, abrite une des collections les plus importantes au monde de boîtes à musique suisses à cylindres et à disques, de montres et bijoux munis de mécanismes à faire de la musique et d’autres automates à musique. Il a été fondé comme musée privé en 1979 par le collectionneur Heinrich Weiss puis est devenu propriété de la Confédération suisse en 1990. Depuis l’an 2000 la collection est présentée dans un bâtiment neuf. Enfin, le Musée de l’électricité (Elektrizitätsmusuem) a été fondé en 1997 par le fournisseur d’énergie « Elektra Birseck » à Münchenstein. Il traite du développement de la production et de l’utilisation du courant. La collection renferme des appareils historiques rares, elle est complétée par un laboratoire dans lequel les visiteurs peuvent faire des expériences avec le courant.

#### La collection d’art à l’honneur

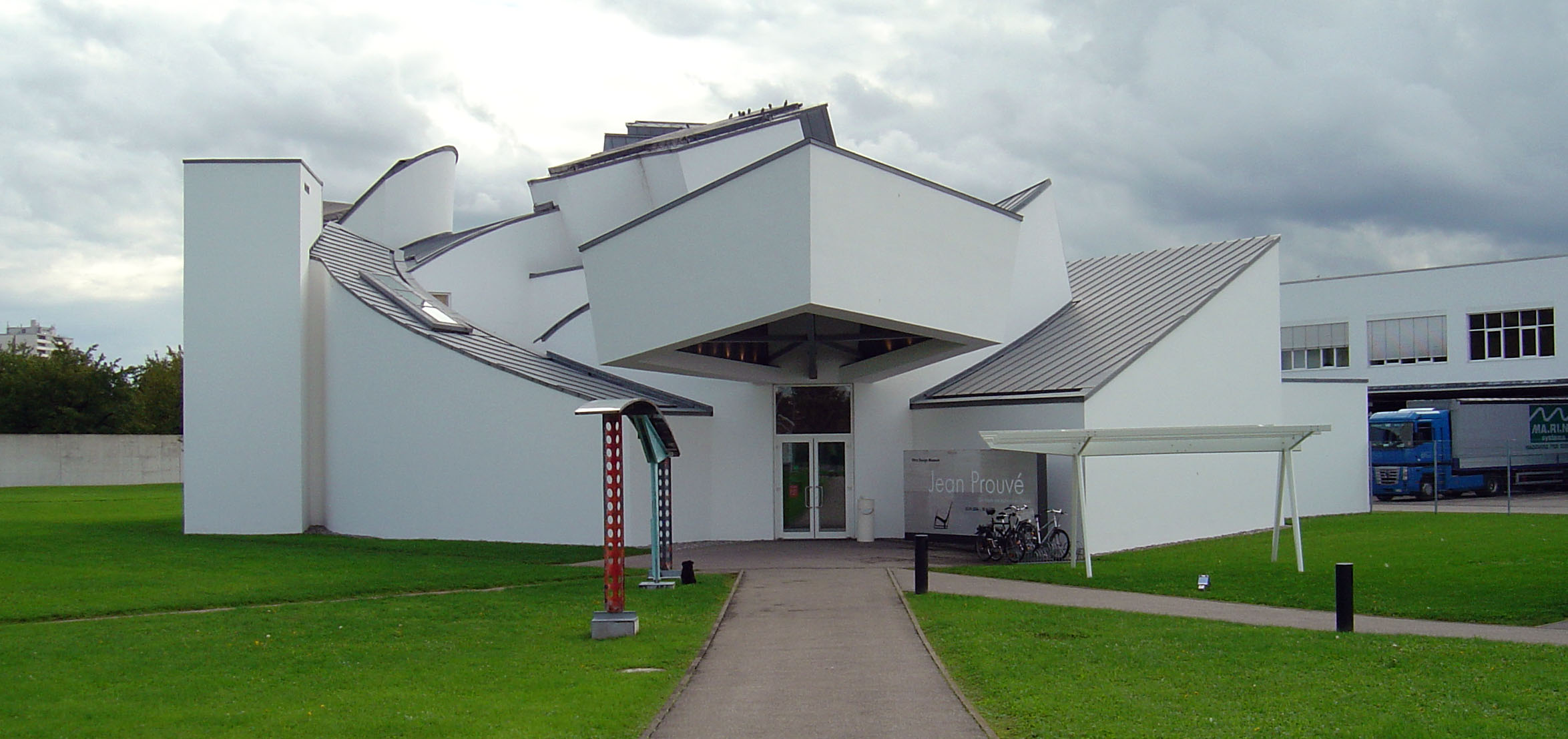
Vitra Design Museum, vue frontale (architecte Frank O. Gehry)

La fin des années 1980 marque dans la région de Bâle une recrudescence de la création de musées principalement consacrés à l’art contemporain et aux arts appliqués. Le Vitra Design Museum de Weil am Rhein est un musée du design consacré au mobilier et à l’aménagement intérieur. Si le musée s’est fondé sur la collection de sièges et meubles de Rolf Fehlbaum, propriétaire du producteur de meubles Vitra, il n’en est pas moins une institution autonome. Le complexe de bâtiments Vitra est l’un des fleurons de l’architecture muséale avant-gardiste dans la région de Bâle. À côté du bâtiment principal conçu par Frank Gehry et inauguré en 1989 se trouvent les œuvres des architectes Zaha Hadid, Nicholas Grimshaw, Tadao Andō et Alvaro Siza. Depuis 1982, la Fondation Beyeler est propriétaire de la collection de Hildy et Ernst Beyeler que le couple a rassemblée pendant 50 ans. Les tableaux des modernes classiques sont exposés depuis 1997 à Riehen dans un musée conçu par Renzo Piano. On peut entre autres y admirer des œuvres de Degas, Monet, Cézanne, van Gogh, Picasso, Rothko, Warhol, Liechtenstein et Bacon. En 1998, Christo et Jeanne-Claude ont emballé les arbres du parc de ce remarquable bâtiment.

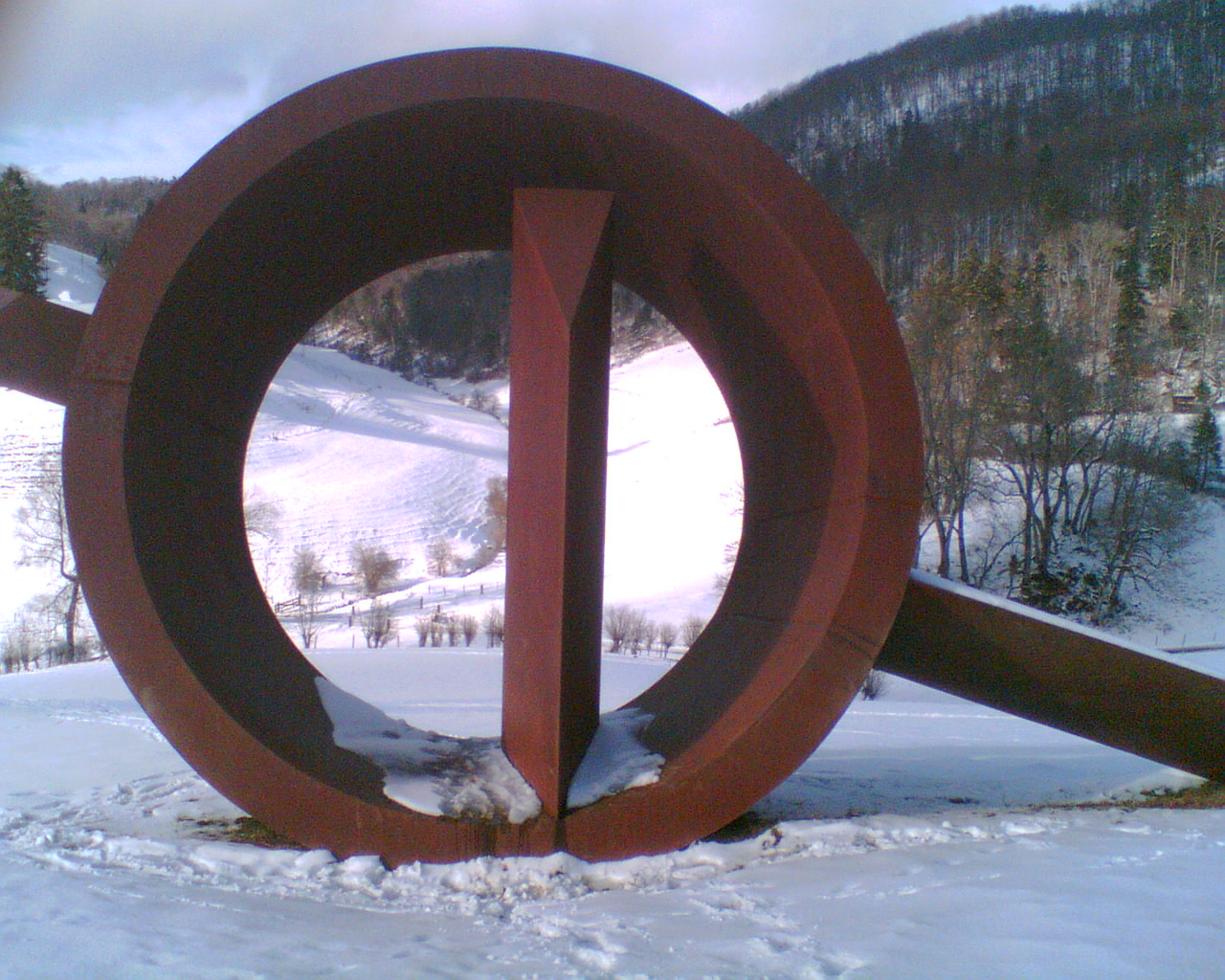
Sculpture de Nigel Hall à Schönthal

Avec le Musée d’art de Bâle-Campagne à Muttenz (Kunsthaus Baselland), l’« Association d’art de Bâle-Campagne » (« Kunstverein Baselland ») pouvait enfin intégrer ses locaux d’exposition en 1997. Le Musée d’art est consacré à l’art contemporain et présente des expositions temporaires consacrées aux projets d’artistes régionaux et internationaux. Le « Kunst Raum » Riehen ouvert en 1998 est aussi un service public aux orientations sensiblement similaires. Il sert de lieu d’exposition d’art contemporain régional à la commune de Riehen et sa commission artistique. La fondation « Sculpture at Schoenthal » créée en 2001 dans l’ancien couvent de Schöntal présente dans un parc de sculptures ouvert en permanence 20 œuvres d’artistes suisses et internationaux déclinées sur le thème « dialogue entre art et nature ». La romantique chapelle romane transformée en galerie accueille des expositions temporaires d’artistes contemporains. Ouverture en 2003 du « Schaulager » de la Fondation Emanuel Hoffmann à Münchenstein. Il est à la fois musée public, entrepôt, institut de recherche artistique et contient la collection d’art avant-gardiste appartenant à la fondation. Son bâtiment en forme de polygone est l’œuvre des architectes Herzog & de Meuron. L’Espace d’Art Contemporain Fernet Branca à Saint-Louis, ville voisine de Bâle située en Alsace, est installé dans l’ancienne distillerie du fabricant de spiritueux Fernet-Branca fermée depuis 2000. Depuis 2004, le musée présente des expositions temporaires consacrées à l’art contemporain. L’exploitation du musée est prise en charge par l’« Association pour le Musée d’Art Contemporain Fernet Branca ».

## Promotion des musées et politique muséale

### Priorité à la bibliothèque

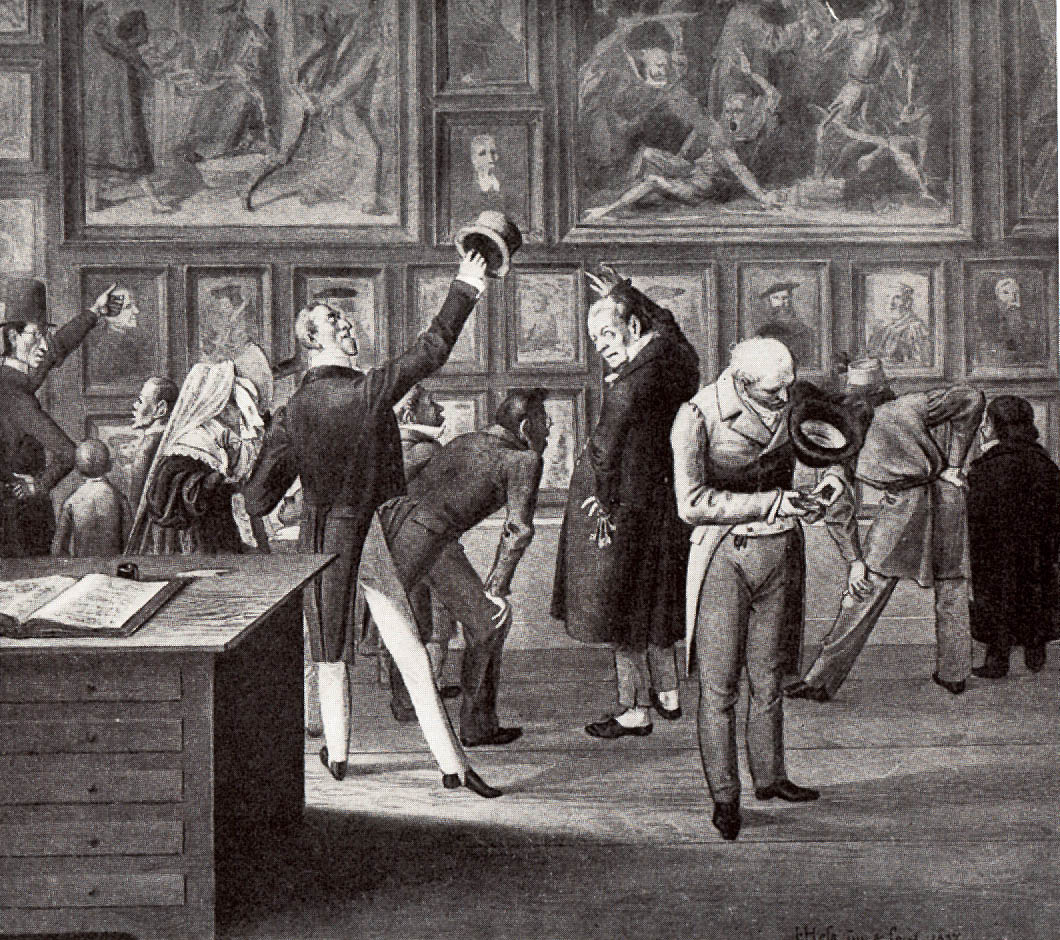
Visiteurs de la collection d’art dans la maison Haus zur Mücke, 1837. Le concierge s’occupait des visites guidées.

Souvent, du moins pour ce qui concerne le fonds des collections, les musées se constituaient à partir de collections royales. Ce n’est pas le cas de Bâle qui entretient depuis la fin du XIXe siècle une culture du souvenir et a rassemblé la plus ancienne collection d’une collectivité publique bourgeoise en achetant le cabinet Amerbach en 1661. Le rachat d’une collection du XVIe siècle correspondait au goût de l’époque pour l’art historique et documentaire. Mais cette acquisition était davantage motivée par l’intention d’étoffer la bibliothèque de l’université avec la collection de livres du cabinet Amerbach; la maison Haus zur Mücke, dans laquelle était conservée la collection administrée par l’université, était de ce fait appelée « bibliothèque ». La fonction de centre artistique remplie par l’hôtel de ville fut attribuée à la maison Haus zur Mücke dans la seconde moitié du XVIIIe siècle. En 1770 on y transporta l’autel de la passion de Holbein, principale attraction pour le public depuis la Réforme, en 1771 quelques tableaux propriété du conseil et en 1786 l’orgue de Holbein qui se trouvait jusque-là dans la cathédrale. Malgré l’importance de ces collections d’objets, tout resta juridiquement en l’état pendant très longtemps. Ce n’est qu’à partir de 1821, respectivement 1836, que les objets d’histoire naturelle et la collection d’art ne firent plus partie de la bibliothèque.
À la fin du XVIIIe siècle, la culture muséale bourgeoise n’en est qu’à ses balbutiements comme le prouvent les heures d’ouverture de la maison Haus zur Mücke (le jeudi après-midi de 2 à 4 heures, sinon sur demande). Ce n’est qu’à partir de cette époque que les bâlois et des personnes venant d’ailleurs prennent l’habitude de visiter régulièrement la galerie. Pendant les trois décennies précédant et suivant 1800, période durant laquelle ont lieu quelques donations et acquisitions, les activités se concentrent plutôt sur les collections d’objets de sciences naturelles. Les nombreux superbes objets d’art aliénés à la France révolutionnaire dans les années 1790 n’intéressent pas vraiment les acheteurs bâlois, la plupart sont cédés ailleurs.

### Nationalisation et éducation populaire
Les collections sont rassemblées dans des musées publics, affichant ainsi le droit à l’autodétermination des États républicains et monarchistes du XIXe siècle. Les innombrables aliénations d’œuvres d’art envoyées à Paris pendant les guerres napoléoniennes ont fait prendre conscience de l’importance de l’art dans la construction identitaire. En ce sens, le « Musée français » du Louvre et le premier Musée des monuments français, situé dans l’ancien couvent des Petits Augustins, ouvert en 1795, mais fermé par Louis XVIII en 1816, ont fourni un travail exemplaire. La classification programmatique des collections et l’aménagement des musées deviennent alors l’une des fonctions nationales les plus représentatives.
Mais à Bâle, c’est le manque récurrent de place dans la maison Haus zur Mücke qui incite à construire un nouveau bâtiment. Après la séparation du canton en deux parties, ville et campagne, la discussion sur l’emplacement de la collection publique prend une dimension politique. La loi universitaire de 1818 transforme la haute école autonome et corporative en institut de formation cantonal et le patrimoine de l’université devient propriété de l’État. Selon une décision arbitrale, deux tiers de la collection formée par les biens de l’université appartenaient à Bâle-Campagne et devaient être rachetés par Bâle-Ville. Consternée par cette décision, la ville promulgue en 1836 une loi sur l’administration et l’utilisation du patrimoine de l’université qui l’attribue définitivement au territoire de la ville de Bâle. Cette réglementation est toujours en vigueur.

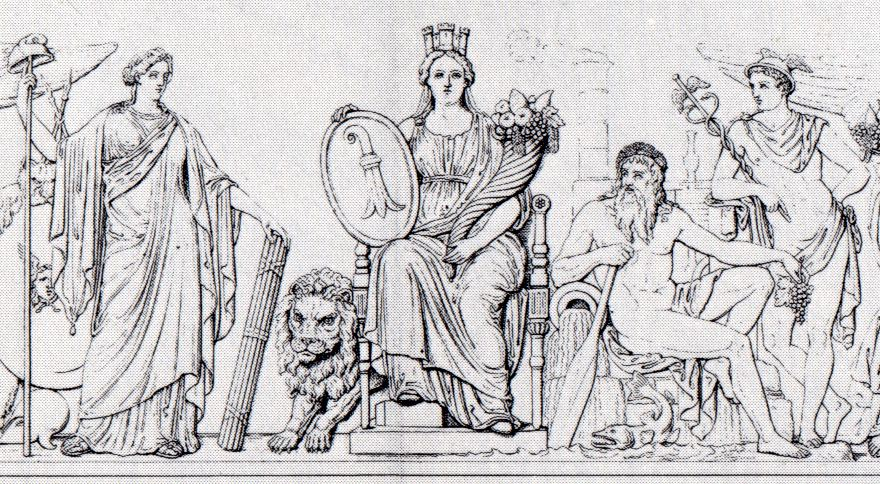
Partie centrale du bas-relief du musée de l’Augustinergasse. Ce ne sont pas les arts académiques ni les sciences qui sont représentés à côté de la déesse de la ville Basilea et du dieu du fleuve Rhenus mais l’emblème de la bourgeoisie moderne: Libertas, allégorie de la liberté politique et Mercure, dieu des marchands. On aperçoit à droite derrière Basilea une cheminée fumante.

La fondation de la « Societé académique volontaire » en 1835 fait suite à ces événements; dans le cadre de ses activités de promotion de l’université, elle commence à soutenir les collections par des apports financiers, des acquisitions et des dons. Mais l’impulsion la plus forte pour la construction d’un musée viendra du milieu des sciences naturelles rassemblé autour du professeur de physique et de chimie Peter Merian qui a probablement réussi à obtenir pour le Musée d’histoire naturelle (Naturhistorisches Museum) – unique collection nationale – son premier budget annuel. Le Musée d’histoire naturelle (Naturhistorisches Museum) aménagé au Falkensteinerhof combine centre d’enseignement académique, bibliothèque et laboratoires et sert de modèle de base pour la conception du musée. Si on renonce finalement à construire un bâtiment proprement universitaire au profit d’un musée basique, c’est parce que de vastes cercles de la bourgeoisie commerçante et industrielle considèrent alors l’université comme une institution passéiste. En revanche, le musée est perçu comme un moteur de l’éducation populaire, on était prêt à soutenir financièrement sa construction par des contributions privées, considérant qu’elle faisait partie du processus de renouvellement de la ville qui s’opérait à l’époque.

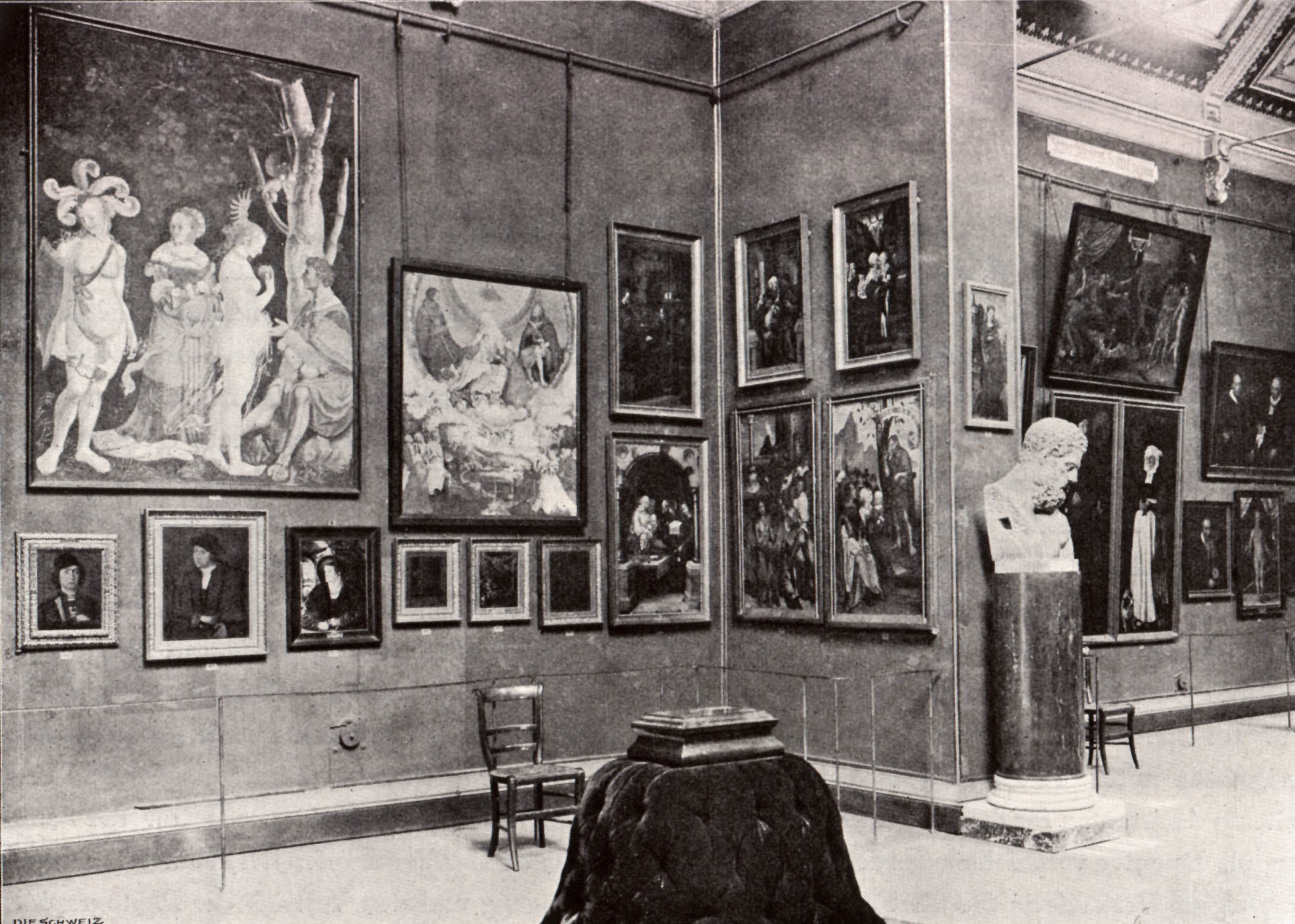
Musée de l’Augustinergasse, galerie des anciens maîtres, 1907

Dès 1850, Christian Friedrich Schönbein initie l’« Association volontaire du musée », institution succédant à l’« Association pour la construction du musée » fondée en 1841. Organisé selon le modèle de la Royal Institution de Londres, l’association se propose de « stimuler le goût de la science et de l’art ». Elle est ouverte à tous les habitants de Bâle, investit des moyens financiers dans les collections et veut susciter la curiosité pour le musée en organisant des conférences publiques auxquelles les femmes pouvaient également assister. Mais son enthousiasme initial pâlit et l’association perd des membres malgré une explosion de la population de Bâle dans la seconde moitié du siècle. Contrairement à ce qu’avaient espéré ses fondateurs et partisans, le musée ne réussit pas à devenir un vecteur de l’éducation populaire. Le rôle socialisateur du musée ne se développera que progressivement, il conservera d’ailleurs ses anciennes formes d’organisation encore très longtemps. La collection d’art ne sera confiée à un conservateur titulaire d’un titre académique qu’en 1887. En outre, dans la révision de la loi sur l’université de 1866, l’État ne prévoyait pas de subventions régulières pour la collection d’antiquités, la collection médiévale et la collection d’art dont le financement devait être assuré par les entrées et le soutien de particuliers et d’associations dont les principales étaient la « Fondation Birrmann » et la « Fondation Emilie Linder ». C’est à elles uniquement que l’on doit une politique active de collecte qui dépasse la simple préservation de l’héritage culturel.

### Culture bourgeoise du souvenir et temps modernes

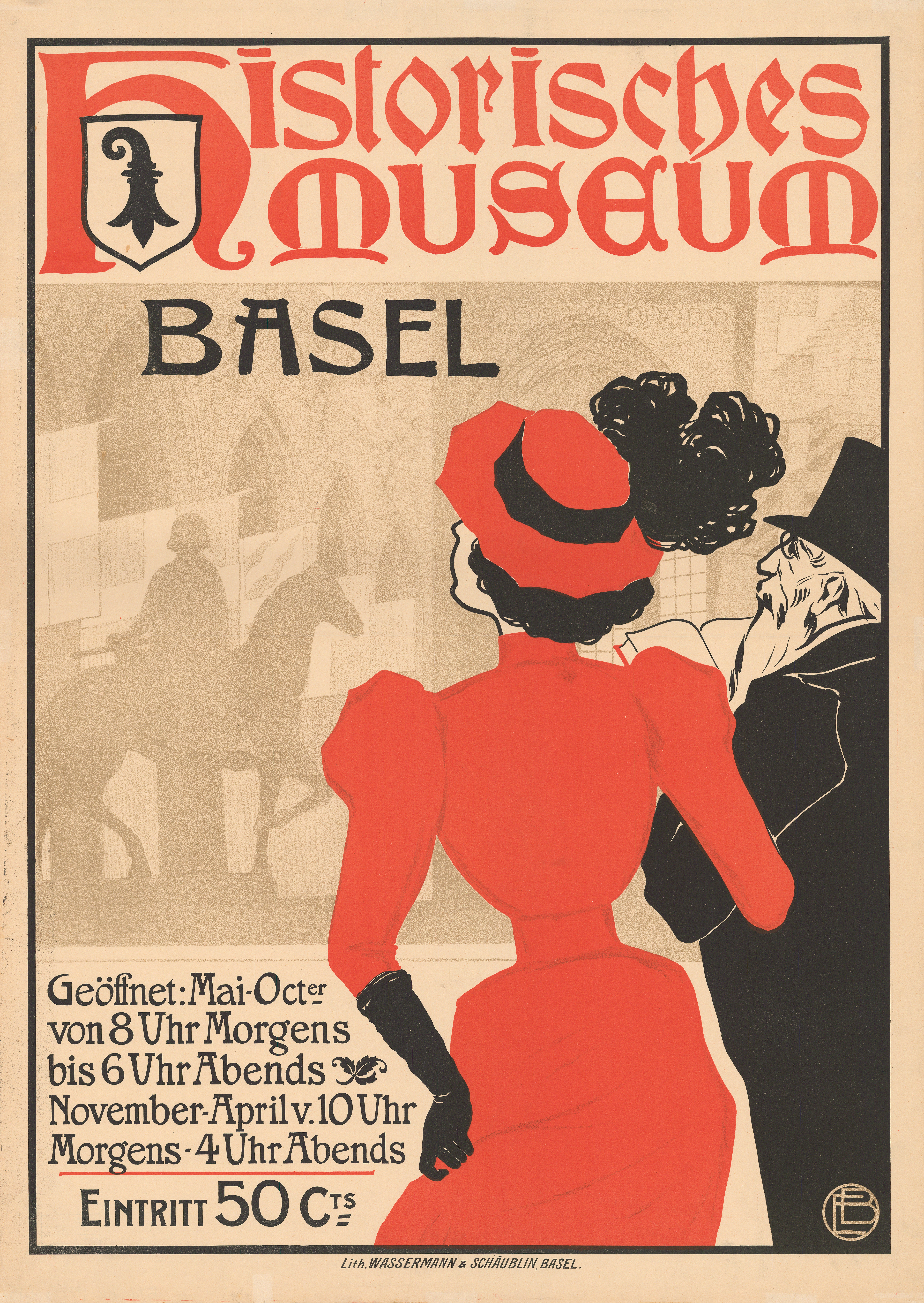
Affiche d’inauguration du Musée historique de Bâle en 1894. La publicité s’adresse à un public bourgeois et mondain.

Dès le début, les responsables du musée assignent une mission nationale aux collections, voulant exercer une « influence bénéfique et salutaire sur toute la patrie ». La « Galerie nationale secrète » s’agrandit essentiellement par l’achat d’œuvres d’art suisses. Lorsque les négociations pour la fondation d’un musée national commencent en 1883, le canton de Bâle-Ville s’engage logiquement pour en devenir le lieu d’implantation et propose comme fonds principal ses collections d’histoire culturelle, rassemblées par la ville pour déposer son dossier de candidature. Le Musée national suisse (Schweizerisches Landesmuseum) s’installe à Zurich, mais un musée historique (non plus national mais bâlois) est créé dans un bâtiment historique, l’ancienne église gothique Barfüsserkirche. L’aménagement du musée historique était une « démonstration flagrante du talent et du sens artistique bâlois, un mélange entre parcours éducatif et enfilade d’étals ». Il faut également considérer la récente nationalisation du Musée des arts et métiers (Gewerbemuseum), vitrine de la production contemporaine, comme une expression de la fierté bourgeoise et un sens corporatif nouvellement découvert dans le cadre duquel elle considère ses valeurs et sa productivité comme le fondement de l’État et de la société.

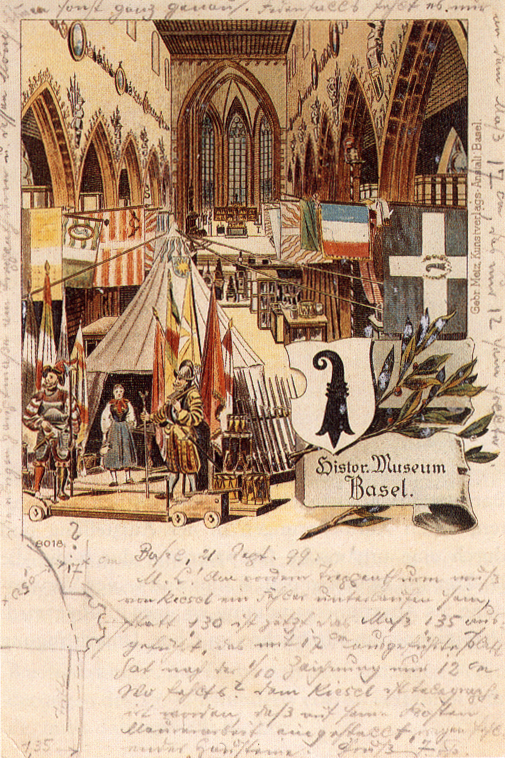
Carte postale montrant l’intérieur de la Barfüsserkirche, 1894. L’exposition permanente du Musée historique est conçue comme une présentation foisonnante d’armes et de corporations médiévales.

L’intérêt international des collections est certes assez largement reconnu mais ce n’est qu’à la fin du XIXe siècle qu’il s’ancre dans la conscience culturelle de classes sociales autres que la bourgeoisie. Le patrimoine historique, dont l’importance et l’influence se développent à cette époque, est réuni au Musée d’art avec la collection médiévale et de nombreuses œuvres du début de la Renaissance du Rhin supérieur. Depuis cette époque, et avec le rachat du cabinet Amerbach, Bâle revendique posséder la plus ancienne collection d’art historique détenue par une communauté urbaine. Et lorsqu’au cours de deux cérémonies officielles en 1892 (pour les 500 ans de l’acquisition du Petit-Bâle par le Grand-Bâle) et en 1901 (pour les 400 ans de l’entrée de Bâle dans la Confédération), Bâle pose auprès de la population bourgeoise (par conséquent la classe responsable des musées), un geste ne trahissant pas la tradition patriotique, qu’elle considère comme identitaire, on se sert des représentations du passé disponibles dans les musées.

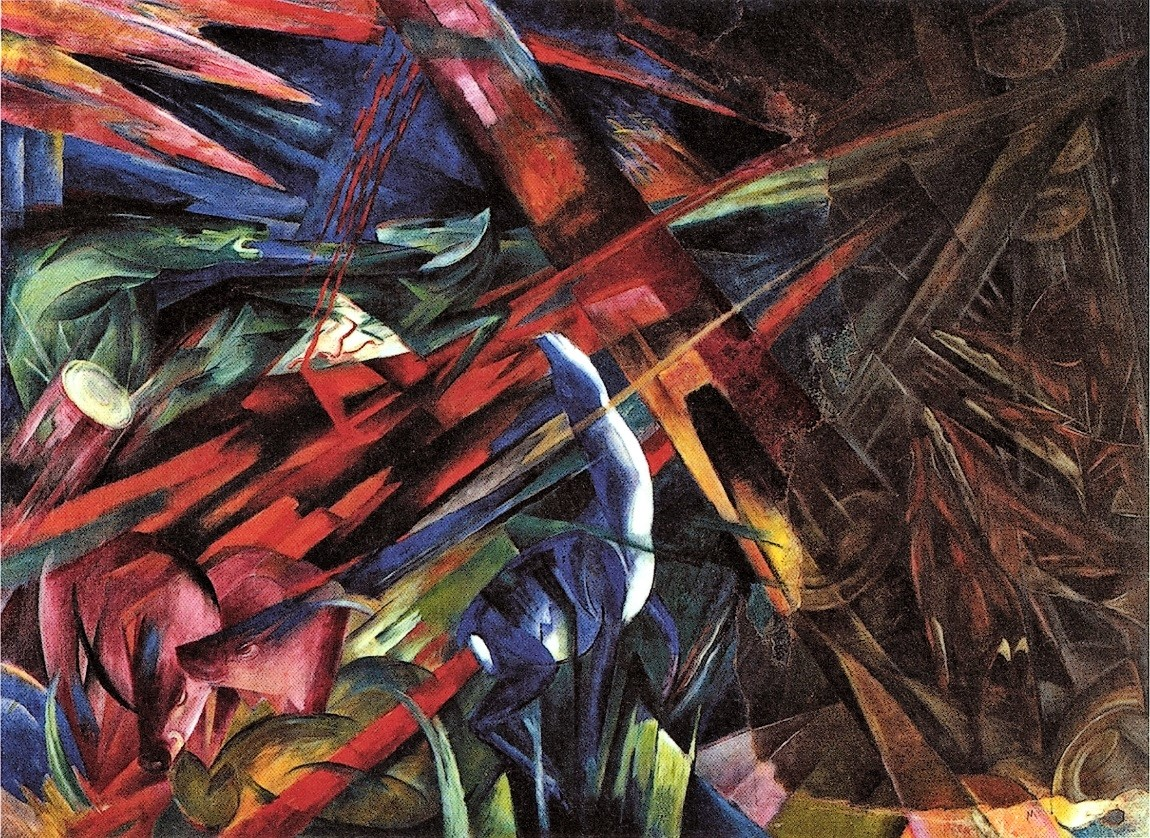
Franz Marc, Destins d’animaux, 1913. Le tableau est vendu par le Reich allemand en 1939 comme « art décadent » et racheté par Bâle-Ville.

Considérant les évolutions culturelles et sociétales consécutives à la rupture provoquée par la Première Guerre mondiale, les musées bâlois commencent à s’intéresser au statut de la bourgeoisie et à la représentation institutionnalisée qui en est faite dans ces mêmes musées. Le rapport du musée au monde moderne est une question qui touche plus particulièrement les arts plastiques. À la fin des années 1920, la construction d’un musée destiné à accueillir la collection d’art de Bâle enflamme les discussions et suscite des « débats sur la monumentalité ». Les défenseurs d’une construction utilitaire réfutent le projet finalement accepté de bâtiment archaïque en forme de palais, symbole d’une vision conservatrice, « spirituellement morte », de la culture. Contrairement aux choix architectoniques et à l’esprit antimoderniste qui règne dans les années 1930, les œuvres achetées depuis les années 1920 et jusqu’à la déclaration de la Seconde Guerre mondiale le sont dans une démarche résolument moderne. En 1934 la collection d’art publique acquiert pour la première fois un tableau de Vincent van Gogh et 134 dessins de Paul Cézanne. La Fondation Emanuel Hoffmann fondée en 1933 y encourageait le Musée d’art et s’installe en 1940 dans le bâtiment avec ses œuvres contemporaines. Le profil général change alors radicalement en 1939 lorsque le parlement de la ville de Bâle accorde un crédit spécial au directeur du musée Georg Schmidt qui demandait de racheter le patrimoine artistique allemand dégradé par le national-socialisme au rang « d’art décadent ».

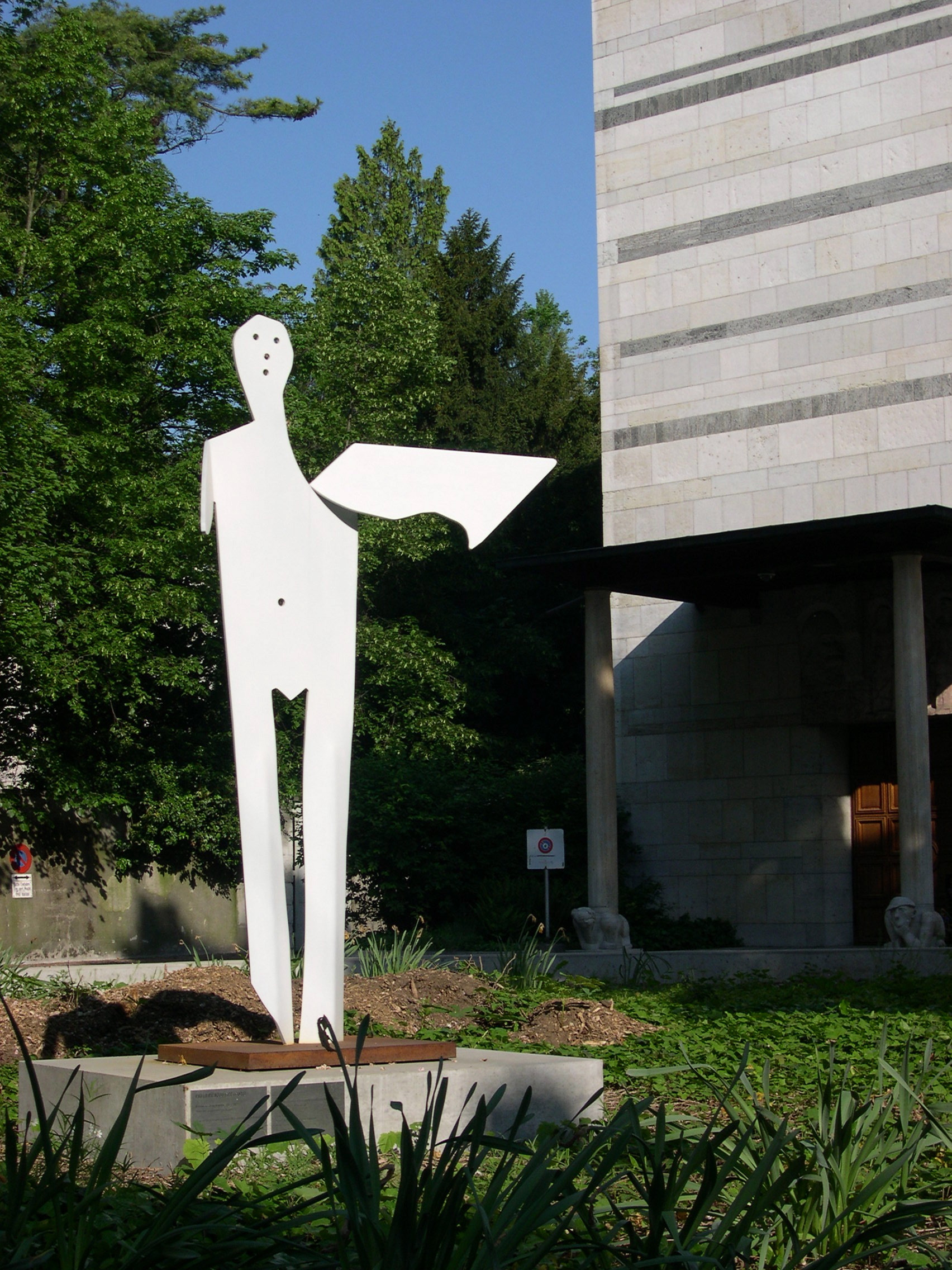
Homme aux bras écartés sur la place Picasso derrière le Musée des beaux-arts, 2008

L’arrivée des modernes classiques au Musée d’art est suivie par l’acquisition systématique d’œuvres américaines d’après-guerre. Le référendum de 1967 s’opposant à l’achat de deux tableaux de Pablo Picasso n’est pas adopté par la population. Il tient une place primordiale pour l’étiquette de « ville des musées » que revendique Bâle et représente dans la culture du souvenir bâloise le moment clé où société et musée se scellent.

### Démocratisation, popularisation
Malgré un plébiscite unanime pour conserver une exploitation traditionnelle du musée, celui-ci se trouve pourtant en crise depuis la fin des années 1960. Cette crise, que connaissaient d’autres villes que Bâle, prend ses racines dans l’interprétation fondamentalement nouvelle de la culture. Les achats réalisés avec le « crédit d’art » et l’exposition de Noël 1967 à la Kunsthalle de Bâle suscitèrent de vives protestations de la part des artistes refusés qui avaient formé un groupe d’action connu sous le nom de « Farnsburgergruppe ». Le parlement cantonal finit lui aussi par prendre les problèmes de l’époque au sérieux. De fil en aiguille, la question est finalement de savoir si Bâle n’est qu’une « ville de musées » – au sens péjoratif du terme. Un vaste débat s’engage alors sur la promotion des jeunes artistes et le fonctionnement des musées. La création de l’Espace d’exposition Klingental quelques années plus tard est une conséquence directe des lacunes dont on débattait à l’époque.

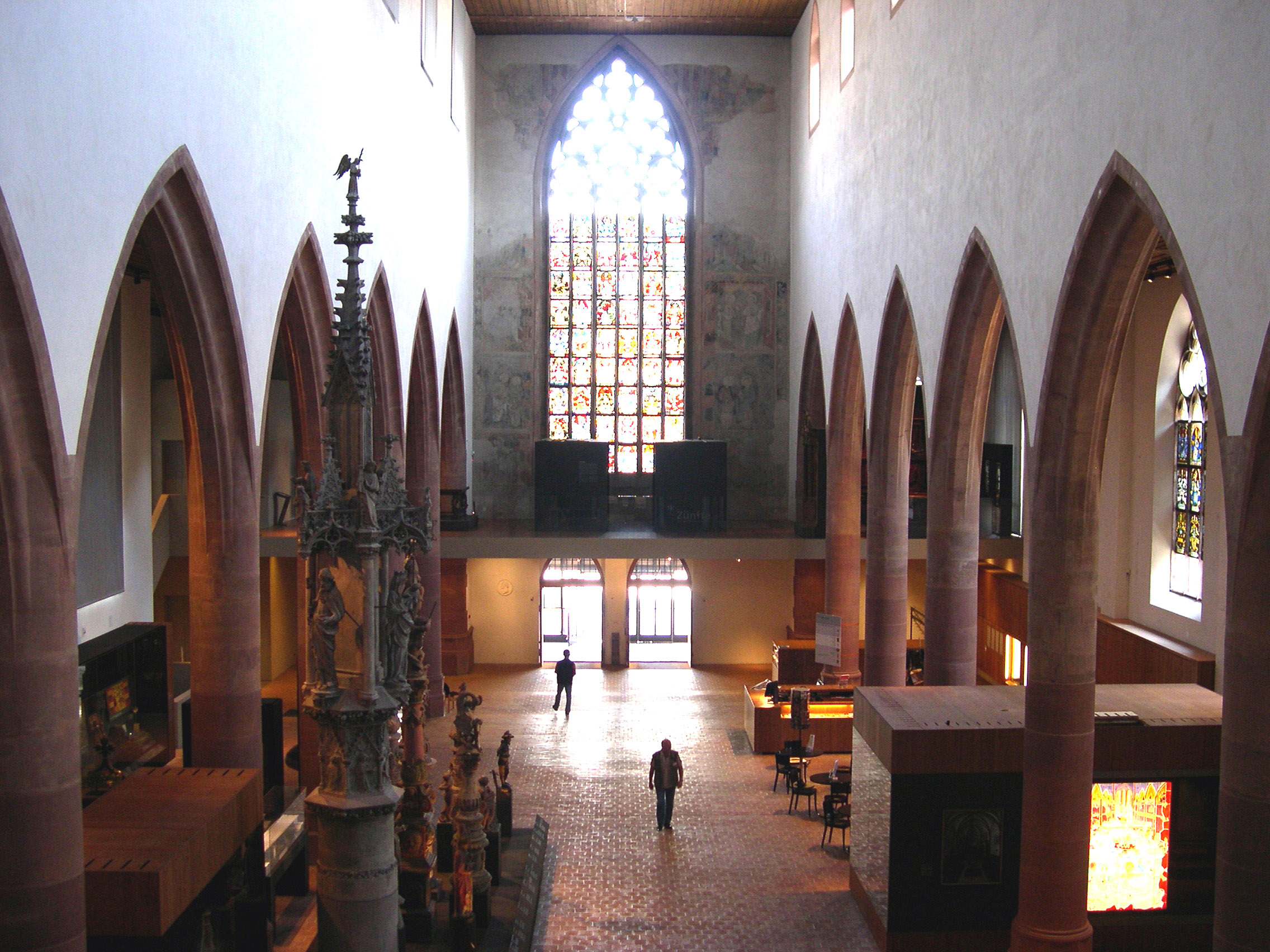
Musée historique: halle de la Barfüsserkirche accessible au public, 2008

La démocratisation culturelle initiée dans les années 1960 impliquait l’abolition de l’élitisme au profit de l’égalitarisme, la disparition de toute barrière. Le « Musée progressiste » (Progressives Museum), qui ferma rapidement ses portes (1968–1974), avait pour axe central l’œuvre constructiviste des années 1960 autour des Nouvelles Tendances. Il visait à « réunir une collection moderne accessible au public dès le début » en évitant toute « cérémonie sacralisée ». Mais pour favoriser la médiation et l’éducation à l’art, mission posée à cette époque également, il fallait impérativement davantage de moyens. Or, depuis le milieu des années 1970, les pouvoirs publics étaient dans une situation tendue et connaissaient des difficultés financières récurrentes. Par manque de moyens, le cursus de muséologie n’a pu être proposé à l’université de Bâle qu’en 1992–1994. Au milieu des années 1990, le budget des musées nationaux est amputé de 10 % par décision gouvernementale, entraînant la fermeture en 1996 de deux musées, le Musée des arts appliqués (Museum für Gestaltung) et le Musée de la ville et de la cathédrale (Stadt- und Münstermuseum). Les vifs débats qui s’ensuivirent et la pression exercée par une initiative populaire en faveur des musées de la ville de Bâle aboutirent en 1999 à l’adoption de la loi sur les musées de Bâle en vertu de laquelle les fonds des cinq musées nationaux restants sont confiés au parlement (Musée des antiquités, Musée historique, Musée d’art, Musée des cultures, Musée d’histoire naturelle). Poste central des dépenses culturelles, les musées font également l’objet d’intenses discussions entre les deux demi-cantons bâlois à propos de la compensation financière versée à la ville en sa qualité de centre principal de prestations culturelles.

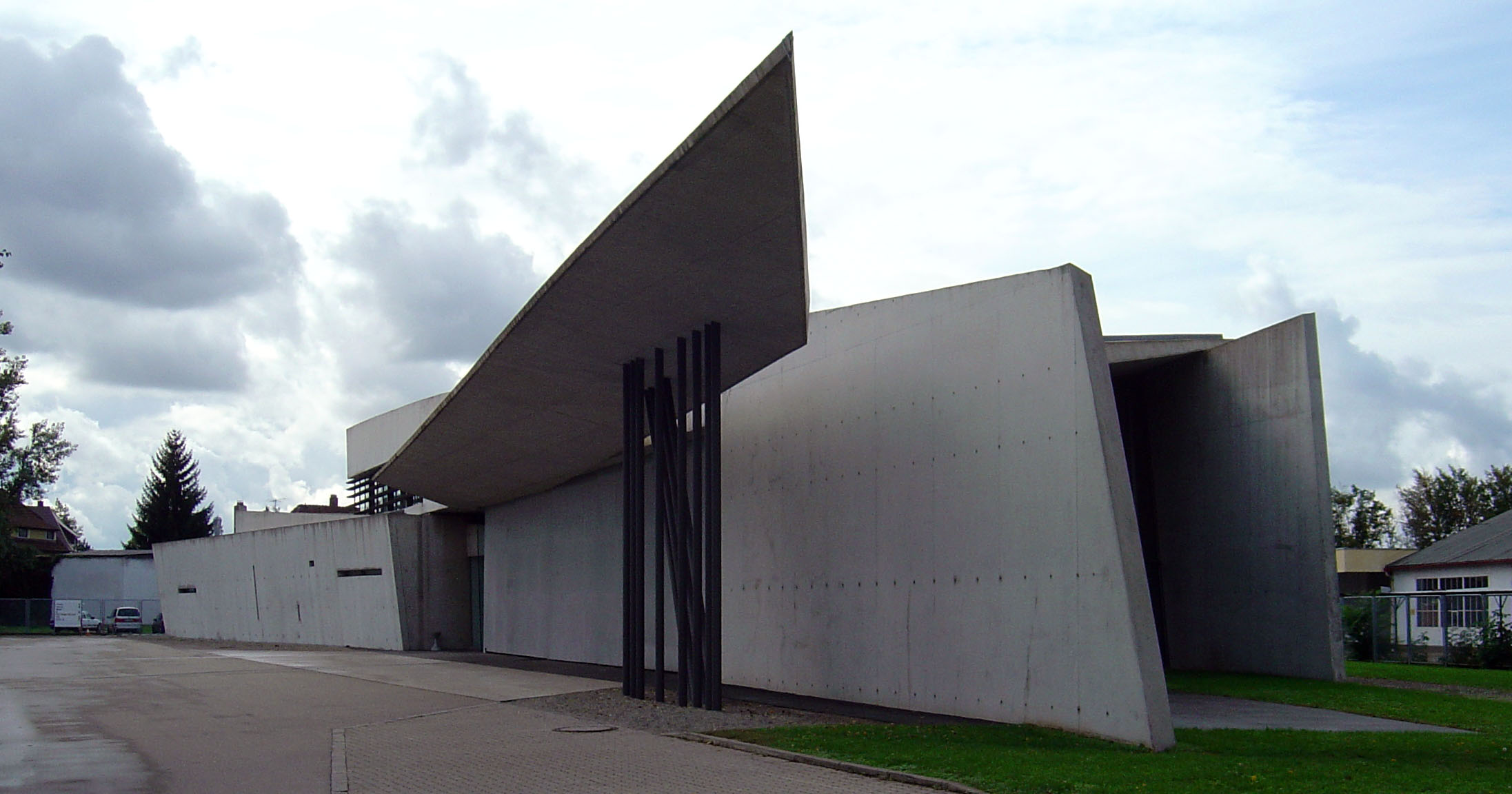
Vitra Design Museum – Caserne de pompiers (architecte Zaha Hadid)

Depuis les années 1980, les musées ont à la fois gagné en popularité et en esthétique. Dans ces années-là, l’architecture avant-gardiste de toute une série de nouveaux bâtiments fait le tour du monde et acquiert une réputation internationale. Le principe d’exposition tel que le conçoit le Musée Sentimental qui repose sur la présentation non prosaïque d’événements du quotidien apporte une contribution essentielle à la popularisation du musée et aboutit en 1989 à une exposition du même nom au Musée des arts appliqués. Chaque année à Bâle, la nuit des musées réalise environ cent mille entrées; en une année, les musées accueillent 1,4 million de visiteurs (état 2006). La population estime que « parmi les loisirs de type éducatif, les musées jouent un rôle crucial ». Les musées évoluent dans un environnement de plus en plus soumis aux conditions du marché des loisirs et du marché libre et sont considérés comme un facteur du développement économique local,. Le financement des musées repose aujourd’hui davantage sur des moyens privés que sur les contributions de l’État. Pour financer les expositions, les objets de collections ou des musées tout entiers, le mécénat culturel ou le sponsoring gagnent en importance et sont particulièrement convoités. Cette situation concurrentielle se reflète aussi dans la grande autonomie dont bénéficient les musées de la ville de Bâle qui sont les seules institutions nationales à pouvoir être dirigées selon une méthode inspirée par l’économie privée, le New Public Management.

## Sources
- (de) Cet article est partiellement ou en totalité issu de l’article de Wikipédia en allemand intitulé « Museen in Basel » (voir la liste des auteurs).